# ГТ1
ГТ1 (позднее ГТ1h — газотурбовоз, 1-й тип, hybrid) — российский магистральный двухсекционный газотурбовоз (локомотив с газотурбинным двигателем), самый мощный газотурбовоз в мире. На локомотиве используется электрическая передача переменно-постоянного тока: газотурбинный двигатель, работающий на сжиженном природном газе, соединён с генератором переменного тока, а вырабатываемый последним ток выпрямляется в постоянный и подаётся на тяговые электродвигатели, которые и приводят локомотив в движение. Особенностью конструкции локомотива является размещение одиночной газотурбинной установки только на одной из его секций, а топливного отсека — на другой, при этом обе секции являются тяговыми.
Всего было создано два принципиально разных конструктивных исполнения данной серии, в каждом из которых выпущено по одному локомотиву. Первый локомотив модернизирован в 2007 году на Воронежском тепловозоремонтном заводе из электровоза ВЛ15 с шестиосными секциями, а второй — построен на Людиновском тепловозостроительном заводе на базе ходовой части, аналогичной восьмиосным тепловозам ТЭМ7 и ТЭ8 и кузова, частично унифицированного по конструкции с тепловозом ТЭ8 и электровозом 2ЭС6. Оба локомотива после прохождения испытаний поступили для эксплуатации в депо Егоршино на Свердловскую железную дорогу и водят грузовые поезда на участке Егоршино — Серов.

## История создания

### Предыстория
В период с 1940-х по 1970-е годы в ряде стран мира активно велись работы по созданию газотурбовозов в качестве альтернативы дизельным тепловозам. В СССР в конце 1950-х были разработаны несколько моделей газотурбовозов и построены опытные экземпляры: по одной секции грузовых двухсекционных Г1 и ГТ101 и два пассажирских односекционных ГП1. Однако опытная эксплуатация этих локомотивов показала, что по расходу топлива они более чем в два раза превосходили тепловозы аналогичной мощности. КПД выпускаемых в то время газотурбинных двигателей был низким (около 15%), в результате чего стоимость потребляемого ими топлива была сопоставима с тепловозами, но запас топлива расходовался быстрее. При этом газовые турбины были значительно дороже дизельных двигателей в производстве, а из-за использования низкокачественного топлива быстро загрязнялись и требовали частого ремонта. К этому времени уже было освоено производство достаточно мощных дизельных двигателей, поэтому в дальнейшем газотурбовозы в СССР не выпускались и работы по их созданию были прекращены.
В XXI веке стоимость производства газотурбинных двигателей снизилась благодаря их широкомасштабному серийному выпуску для реактивных самолётов, газоперекачивающих агрегатов и газотурбинных электростанций. При этом их эффективность повысилась благодаря усовершенствованию конструкции и применению более термостойких материалов, позволяющих увеличить температуру сгорания газов и тем самым повысить КПД двигателя до 30%. Это возродило интерес к использованию таких двигателей на железнодорожном транспорте благодаря их большей удельной мощности в сравнении с поршневыми двигателями внутреннего сгорания, возможности использования более дешёвого низкосортного топлива, увеличенного срока службы вследствие меньшего количества трущихся деталей и намного меньшего образования нагара.
Одной из причин, возродивших интерес к созданию газотурбовозов в России, стало увеличение объёма грузоперевозок на российских железных дорогах, что привело к необходимости увеличения длины и массы либо количества грузовых составов, а также их скоростей движения. Для вождения составов повышенной массы требовалось либо использование большего числа секций локомотивов в составе, либо создание локомотивов с силовыми установками более высокой мощности. Однако возможность создания мощных тепловозов была сильно ограничена по сравнению с электровозами из-за необходимости размещения на них первичной силовой установки с системой охлаждения и топливного резервуара большего размера и массы. Это приводило к необходимости переформирования тяжёлых грузовых составов на стыке электрифицированных и неэлектрифицированных участков дорог, увеличивая время их простоя на станциях, либо использование нескольких тепловозов в одном составе, что требовало увеличение парка локомотивов и эксплуатационных расходов по их обслуживанию и ремонту. Использование газовой турбины вместо дизеля позволяло создать автономный локомотив, схожий по массе с серийными тепловозами, но при этом значительно превосходящий их по мощности, которая была сопоставима с магистральными электровозами.
Другой причиной стала проблема истощения мировых запасов нефти и повышения цен на дизельное топливо, что привело к повышению затрат на грузовые перевозки на неэлектрифицированных участках железных дорог, а также проблема загрязнения окружающей среды продуктами сгорания от жидких углеводородов. В связи с этим в ОАО «РЖД» стал рассматриваться вопрос о создании тепловозов, использующих более дешёвые и экологически чистые виды топлива. В энергетической стратегии ОАО «РЖД» было решено постепенно переводить часть парка тепловозов на природный газ (метан), который имеется в больших количествах в месторождениях России. Основным недостатком данного вида топлива является его низкая плотность, и для хранения достаточного количества газа на борту локомотива требуется либо его сжатие до очень высокого давления (до 200 атмосфер), что требует применения тяжёлых толстостенных резервуаров и потому не подходит для магистральных локомотивов, либо его сжижение путём охлаждения до температуры ниже -161 °С, что позволяет добиться уменьшения объёма газа примерно в 600 раз. При этом стоимость производства даже сжиженного природного газа (СПГ) почти вдвое дешевле, чем дизельного топлива, что позволяет снизить эксплуатационные расходы. 
Однако сжиженный природный газ (СПГ) занимает вдвое больший объём, чем дизельное топливо той же массы, и требует для своего хранения специальную теплоизолированную криогенную ёмкость, которая должна превышать по объёму стандартные топливные баки более чем в два раза для хранения достаточного количества топлива на борту локомотива. Из-за большого объёма топливная ёмкость с СПГ не может быть размещена на той же секции магистрального локомотива, что и силовые агрегаты, и требует дополнительной тендерной секции. Для возможности размещения на этой секции тяговых электродвигателей в целях более эффективного использования сцепной массы локомотива первичная силовая установка на другой секции должна обеспечивать высокую мощность, которой возможно добиться при использовании газовой турбины вместо газопоршневого или газодизельного двигателя. Кроме того, использование газового мотора, в особенности газовой турбины, позволяет добиться снижения количества вредных выбросов в атмосферу по сравнению с дизелем.
В связи с этим руководством ОАО «РЖД» было принято целесообразным создание магистрального газотурбовоза, способного водить составы той же массы, что и серийные магистральные электровозы, и работающих на сжиженном природном газе.

### Первый газотурбовоз
В начале 2005 года по заказу ОАО «РЖД» Всероссийский научно-исследовательский и конструкторско-технологический институт (ВНИКТИ) в Коломне начал разработку магистрального двухсекционного грузового газотурбовоза ГТ1 с электрической передачей, имеющего номинальную мощность газотурбинного двигателя 8300 кВт и использующего в качестве топлива сжиженный природный газ (СПГ), регазифицируемый перед подачей в газовую турбину. Для размещения криогенного резервуара с СПГ требовался значительный объём, поэтому было решено разместить его и силовую установку на разных секциях, что упрощало их обслуживание. Такое размещение ранее использовалось у опытных советских тепловозов 2ТЭ10Г и 2ТЭ116Г, между основными секциями которого вцеплялась тендерная секция с криогенным резервуаром без тяговых электродвигателей, а также грузовых газотурбовозов США, к котором сзади прицеплялась тендерная секция в виде цистерны с мазутом. Отличием нового газотурбовоза от указанных локомотивов было то, что тяговые электродвигатели на нём размещались также и на тендерной секции с топливной ёмкостью, в результате чего она становилось бустерной. Кроме того, на этой секции должен был размещаться вспомогательный дизель-генератор, используемый для запуска газовой турбины и для движения локомотива без нагрузки в целях экономии топлива.
С целью ускорения процесса создания нового газотурбовоза было решено использовать кузов и экипажную часть существующего локомотива. В роли последнего был выбран грузовой двухсекционный двенадцатиосный электровоз серии ВЛ15, который имел достаточную длину секции для размещения газотурбинной силовой установки и подходящую суммарную мощность тяговых электродвигателей. Эти электровозы производились во второй половине 1980-х годов Тбилисским электровозостроительным заводом, при этом их кузов и тележки производил Новочеркасский электровозостроительный завод. В январе 2005 года Челябинский электровозоремонтный завод начал подготовку к модернизации электровоза ВЛ15-008, выпущенного в 1987 году и ранее эксплуатировавшегося на Октябрьской железной дороге, демонтировав из кузова и с крыши всё основное электрооборудование. В июне того же года разукомплектованный электровоз был отправлен для дальнейшего переоборудования в газотурбовоз на Воронежский тепловозоремонтный завод. 
Одновременно с марта 2005 года начались работы по выбору комплектующих для будущего газотурбовоза. В работе по созданию газотурбовоза и его оборудования было задействовано 54 промышленных предприятия, 90% которых составляли компании из России. ВНИКТИ стал головным разработчиком проектной и технической документации на локомотив и координировал работы по его сборке и изготовлению комплектующих, а также создал микропроцессорную систему управления и программное обеспечение. Модернизацию локомотива, монтаж оборудования и изготовление ряда новых узлов механической части выполнил Воронежский тепловозоремонтный завод. Газотурбинный двигатель изготовил Самарский научно-технический комплекс имени Н. Д. Кузнецова, тяговый и вспомогательный генераторы — ООО «Электротяжмаш-Привод» (г. Лысьва), криогенную ёмкость — ОАО «Уралкриомаш» (г. Нижний Тагил), новую кабину управления — НПП «Полёт» (г. Обнинск). В процессе создания газотурбовоза предприятиями был выполнен комплекс сложных научно-исследовательских и опытно-конструкторских работ по созданию работающей на метане газовой турбины и приводимого ей без редуктора высокооборотного тягового генератора, системы подачи и газификации топлива с минимальным временем подготовки к работе, микропроцессорной системы управления и диагностики, а также компоновке оборудования.
Поскольку расчётная выходная мощность тяговых двигателей газотурбовоза была ниже, чем у исходного электровоза, была предпринята попытка замены оригинальных тяговых электродвигателей локомотива ТЛ-3Б на более лёгкие и менее мощные электродвигатели НБ-420Б от электровозов ВЛ82. Но запасных двигателей не нашлось, и их было решено демонтировать с двух электровозов ВЛ82, находившихся в относительно хорошем техническом состоянии. В процессе переоборудования выяснилось, что эти двигатели не подходят, и в итоге на газотурбовозе были оставлены двигатели исходного типа. При этом использованные в качестве временных доноров для двигателей электровозы ВЛ82 по неизвестной причине было решено отправить на порезку.
При выборе газовой турбины специалисты ВНИКТИ изучили несколько моделей газотурбинных двигателей, выпускаемых российскими предприятиями, включая ФГУП «Салют», ОАО «Авиамоторный научно-технический комплекс «Союз» (г. Москва), ОАО «Авиадвигатель» (г. Пермь) и ОАО «Самарский научно-технический комплекс имени Н. Д. Кузнецова» (г. Самара). Выбор был сделан в пользу Самарского предприятия, которое имело опыт создания в конце 1980-х — начале 1990-х годов авиационного турбореактивного двигателя, работавшего на сжиженном водороде и на сжиженном метане. Конструктивной особенностью двигателя было осуществление газификации охлаждённого жидкого топлива за счёт нагрева выхлопными горячими газами в выхлопном патрубке турбины без использования промежуточных теплоносителей, что увеличивало эффективность процесса газоподготовки. Экспериментальные двигатели использовались на опытном пассажирском самолёте Ту-155 (аналог серийного Ту-154 с керосиновыми двигателями), но оказались невостребованными в авиации. Однако полученный опыт оказался полезным при создании газотурбинного двигателя для локомотива.
Основные работы по созданию газотурбинного двигателя НК-361 для локомотива на базе серийно выпускаемых авиационных двигателей велись специалистами СНТК имени Кузнецова в 2005 году. В начале 2006 года начались испытания газогенератора, а вскоре и всего газотурбинного двигателя. В процессе изготовления турбины испытывались её отдельные узлы, включая камеру сгорания при запуске на холодном газе. Вскоре компанией «Электротяжмаш-Привод» был изготовлен высокооборотный тяговый генератор для данной турбины, который после заводских испытаний был поставлен Самарскому заводу летом того же года. Окончательные стендовые реостатные испытания газовой турбины и генератора были проведены в декабре 2006 года. При испытаниях было проведено 73 запуска двигателя, в ходе которых проверялась работа топливной системы от криогенной ёмкости до газовой турбины, и работы масляных системы газовой турбины и генераторов, отладка холодного запуска газотурбинного двигателя с выходом на номинальную частоту вращения, определение основных параметров двигателя, тягового и вспомогательного генераторов при разных режимах нагрузки от холостого хода до максимального, оценка вибраций двигателя. Испытания подтвердили ожидаемые характеристики двигателя, однако система регулирования режимов работы потребовала доработки.
В процессе переоборудования электровоза в газотурбовоз на Воронежском заводе тележки и кузов локомотива прошли капитальный ремонт, при этом были срезаны оригинальные металлические кабины и установлены новые полуобтекаемые стеклопластиковые, схожие с кабинами электровозов ЭС4К и ЭС5К. Крыша кузова также была срезана для замены на новую модульную большей высоты, а в боковых стенках были прорезаны воздухозаборные решётки и откидные дверцы для доступа к оборудованию снаружи, при этом часть окон была ликвидирована. К концу 2006 года газотурбовоз был практически собран, а окончательно монтаж оборудования на нём завершился весной 2007 года. Локомотив получил окраску красного цвета с серой и белой полосой сбоку, серой крышей и голубой лобовой частью с оранжевой полосой. Стоимость производства газотурбовоза составила 200 миллионов российских рублей.
В дальнейшем газотурбовоз ГТ1-001 неоднократно проходил модернизацию на территории ВНИКТИ в Коломне, где главным изменениям подвергалась его топливная система и аппаратура системы управления. В 2012 году газотурбовоз был модернизирован с заменой вспомогательной дизель-генераторной силовой установки с топливным баком на тяговую аккумуляторную батарею для маневровых передвижений с заглушённым газотурбинным двигателем, получив индекс "h" (hybrid — гибрид). При этом также была немного изменена окраска: на боковых стенах внизу появилась полоса салатового цвета с жёлтыми надписями «СПГ-Гибрид» и «LNG-Hybrid».
После наладки топливной системы и успешного завершения испытаний газотурбовоза ГТ1-001 ОАО «РЖД» начало рассматривать вопрос о серийном производстве таких локомотивов. Воронежский завод только модернизировал уже существующий локомотив, а для новых газотурбовозов требовалась сборка новых кузовов и экипажной части, предполагалось организовать их производство на Новочеркасском электровозостроительном заводе, который в своё время серийно выпускал кузова и тележки электровозов ВЛ15, а также электровозы ВЛ85, ВЛ65, ЭП1 и ЭП1М со сходной конструкцией механической части, что могло обеспечить освоение производства газотурбовозов ГТ1 с минимальными затратами. Однако Трансмашхолдинг, в состав которого входил данный завод, не проявлял инициативы по развитию проекта газотурбовозов и потребовал от РЖД самостоятельно решить ряд вопросов по доработке конструкции локомотива, а также выдвинул условие по созданию сети газозаправочных станций на предполагаемом маршруте их эксплуатации до начала их производства. В связи с тем, что переговоры не привели к ожидаемым договорённостям,  РЖД приняло решение рассмотреть дальнейшее производство газотурбовозов других компаний.

### Второй газотурбовоз
В начале 2012 года руководство ОАО «РЖД» достигло предварительной договорённости с Группой «Синара» об организации производства магистральных газотурбовозов на Людиновском тепловозостроительном заводе, входящем в состав группы. Ранее данный завод выпустил маневровый газотурбовоз ТГЭМ10 с бустерной секцией, содержащей баллоны со сжатым природным газом. В июне того же года компании заключили договор, который предусматривал производство опытного образца локомотива в 2013 году, а в случае успешного прохождения им испытаний — организацию серийного производства ещё 39 таких локомотивов.
Новый газотурбовоз было решено создавать на элементной базе локомотивов, выпускаемых Группой «Синара», для чего проект был полностью переработан. Как и в случае с первым локомотивом, ВНИКТИ стал ведущим разработчиком проектной и технической документации на новую машину и осуществлял координацию работ по изготовлению комплектующих и сборке локомотива. При создании газотурбоза были учтены конструктивные недостатки первой машины на базе ВЛ15. Топливную ёмкость на бустерной секции было решено увеличить в объёме и сделать открытой для возможности её замены на другую вместо дозаправки и в целях повышения безопасности.
В первоначальном проекте новый газотурбовоз имел ходовую часть из трёх двухосных тележек, как и у первого локомотива, но с использованием кабин и частей кузова, унифицированных с электровозами 2ЭС6, выпускаемых входящим в Группу «Синара» заводом Уральские локомотивы в Екатеринбурге. Однако Людиновский завод, которому было поручено изготовление машины, не выпускал локомотивы с экипажной частью такой конструкции, и в целях ускорения производства локомотив было решено сделать восьмиосным на базе экипажной части серийно выпускаемых заводом тепловозов ТЭМ7А, ТЭМ14 и ТЭ8 с двумя четырёхосными сочленёнными тележками и длиной по осям автосцепок 21 500 мм. Это привело к увеличению массы каждой секции по сравнению с первым газотурбовозом до 184 тонн вместо 150, однако за счёт большего числа моторных осей предполагалось улучшились тяговые свойства локомотива, а осевая нагрузка снизилась до 23 тонн на ось. Несмотря на столь значительные различия в конструкции по сравнению с первым газотурбовозом, локомотиву всё же было присвоено то же обозначение серии — ГТ1h.
Газотурбинный двигатель, как и для первого локомотива, изготовил СНТК имени Кузнецова, новый усовершенствованный тяговый генератор — ООО «Электротяжмаш-Привод» (г. Лысьва), тяговые электродвигатели — ГП «Электротяжмаш» (г. Харьков), криогенную топливную ёмкость — ОАО «Уралкриомаш» (г. Нижний Тагил), криогенный насос — Fives Cryomec (Швейцария), газовый ресивер и ряд элементов топливной системы — ОАО «Криомаш-БЗКМ» (г. Балашиха), кабину и пульт управления, а также преобразователь собственных нужд — НПП «Горизонт» и НПО «Автоматика» (г. Екатеринбург), а микропроцессорную систему управления разработал ВНИКТИ. 
В январе 2013 года Людиновский завод изготовил бустерную секцию и приступил к постройке тягово-энергетической секции, которая была собраны в июне того же года. Локомотив получил трёхцветную красно-серую корпоративную окраску РЖД по схеме, аналогичной электровозам 2ЭС6: верхняя половина кузова в зоне кабины и узкая верхняя полоса в зоне машинного отделения окрашена в красный цвет; крыша, узкая средняя полоса в зоне кабины на уровне буферных фонарей, которая затем делает изгиб наверх и продолжается как широкая в зоне машинного отделения — в светло-серый, а рама, нижняя половина задней части кузова, путеочиститель и тележки — в тёмно-серый. Криогенная ёмкость была окрашена в светло-серый цвет и с обеих сторон получила рисунок с бабочками, летающими над зелёным лугом.
Первоначально ОАО «РЖД» планировало заключить до начала 2015 года контракт на поставку ещё 39 газотурбовозов ГТ1h до конца 2020 года, но из-за экономического кризиса в России и отсутствия инфраструктуры заводов по сжижению природного газа и пунктов заправки им локомотивов планы по производству этих газотурбовозов постоянно откладывались и были снижены в объёме. В октябре 2016 года по результатам испытаний ГТ1h-002 Группа «Синара» получила разрешение на выпуск установочной серии из 24 аналогичных машин. В 2017 году планировалось начать сборку третьего локомотива, однако данные планы так и не были реализованы. В 2019 году РЖД заключило с Группой «Синара» договор о намерениях на производство 23 газотурбовозов к 2025 году, однако их выпуск по состоянию на середину 2020 года не был начат.
В перспективе Людиновским заводом рассматривается возможность создания для своего исполнения газотурбовоза прицепной промежуточной тендерной секции с ещё одной криогенной топливной ёмкостью. Планируется вцеплять данную секцию между тяговой и бустерной для возможности эксплуатации газотурбовозов без дозаправки на участках длиной до 1400 км. По проекту секция будет иметь меньшую длину, чем тяговые, и опираться на две двухосные безмоторные тележки. По краям тендерной секции планируется оборудовать отсеки с криогенными насосами, которые будут перекачивать топливо в энергетическую секцию, как из неё, так и из бустерной секции, при этом отсеки будут оснащены боковыми входами и межсекционными переходами.

## Общие сведения

### Назначение
Магистральные газотурбовозы ГТ1 (ГТ1h) предназначены для вождения грузовых составов повышенной длины и массы или в условиях горной местности со сложным профилем на неэлектрифицированных участках железных дорог колеи 1520 мм. Они могут эксплуатироваться в условиях умеренного климата при температуре окружающего воздуха от -50 до +40 °С, при этом по сравнению с дизельными тепловозами не требуют предварительного прогрева двигателя зимой и являются гораздо более экологичными по выбросам вредных веществ. Номинальный срок службы локомотива составляет 40 лет.
По мощности двухсекционные газотурбовозы ГТ1h сопоставимы с тепловозами семейства 3ТЭ25К/3ТЭ25А в трёхсекционной компоновке или системой из двух двухсекционных магистральных тепловозов семейства 2ТЭ10 или 2ТЭ116 (в четырёхсекционной компоновке), что позволяет использовать их при смене рода тяги с электрической на автономную без переформирования грузовых составов на меньший вес или использования двух локомотивов для их вождения. Так как мощность тепловозов в целом ниже, чем у электровозов, грузовые составы при перегоне через неэлектрифицированные участки часто приходится рассоединять и вывозить по частям, в то время как газотурбовоз может перегонять составы целиком. При этом газотурбовозы имеют меньшую длину и массу, чем сдвоенные сцепы из трёх или четырёх тепловозных секций схожей суммарной мощности, и являются более дешёвыми в обслуживании. 
С экономической точки зрения применение газотурбовозов наиболее выгодно в регионах добычи природного газа или прохождения магистральных газопроводов, где возможна недорогая транспортировка и сжижение газа и оборудование вдоль железных дорог сети заправочных станций. Однако из-за повышенного расхода топлива газотурбинным двигателем на холостом ходу или при малой нагрузке в сравнении с дизелем эксплуатация газотурбовозов становится выгодной только при постоянном вождении ими составов большой массы большую часть эксплуатационного времени.

### Технические характеристики
Газотурбовозы ГТ1h-001 (на базе ВЛ15) и ГТ1h-002 (конструктивно схожий с ТЭ8 и 2ЭС6) имеют следующие основные характеристики:
| Параметр                                         | Параметр                                         | Значение по типу газотурбовоза | Значение по типу газотурбовоза |
| Параметр                                         | Параметр                                         | ГТ1h-001 (на базе ВЛ15)        | ГТ1h-002 (схожий с ТЭ8 и 2ЭС6) |
| Осевая формула                                   | Осевая формула                                   | 2 × (20-20-20)                 | 2 × (20+20-20+20)              |
| Размеры                                          |                                                  |                                |                                |
| Длина, мм                                        | по осям автосцепок                               | 2 × 22 530 = 45 060            | 2 × 21 500 = 43 000            |
| Длина, мм                                        | по раме                                          | 21 310                         | 20 366                         |
| Ширина, мм                                       | по кузову                                        | 3180                           | 3150                           |
| Ширина, мм                                       | по раме                                          | 3240                           | 3150                           |
| Высота от уровня головок рельс, мм               | крыши по антеннам                                | 5250                           | ?                              |
| Высота от уровня головок рельс, мм               | оси автосцепок                                   | 1060                           | 1060                           |
| Размеры ходовой части, мм                        | Полная колёсная база                             | 16 430                         | 17 200                         |
| Размеры ходовой части, мм                        | База по центрам тележек                          | 6765 + 6765                    | 10 900                         |
| Размеры ходовой части, мм                        | Колёсная база тележки                            | 2900                           | 3 × 2100                       |
| Размеры ходовой части, мм                        | Диаметр новых колёс                              | 1250                           | 1050                           |
| Размеры ходовой части, мм                        | Ширина колеи                                     | 1520                           | 1520                           |
| Размеры ходовой части, мм                        | Минимальный радиус проходимых кривых             | 125 000                        | 125 000                        |
| Весовые показатели                               |                                                  |                                |                                |
| Рабочая масса, т                                 | Рабочая масса, т                                 | 2 × 150 = 300                  | 2 × 184 = 368                  |
| Нагрузка от оси на рельсы, кН (тс)               | Нагрузка от оси на рельсы, кН (тс)               | 245 (25)                       | 226 (23)                       |
| Запас топлива, т                                 | сжиженного газа (для ГТД)                        | 17                             | 20                             |
| Запас топлива, т                                 | дизельного (для вспом. дизеля)                   | 0,4 (до модернизации)          | —                              |
| Тягово-энергетические характеристики             |                                                  |                                |                                |
| Мощность газовой турбины, кВт (л.с.)             | Мощность газовой турбины, кВт (л.с.)             | 8300 (11 284)                  | 8500 (11 557)                  |
| Мощность вспомогательного дизель-генератора, кВт | Мощность вспомогательного дизель-генератора, кВт | 400 (до модернизации)          | —                              |
| Мощность тяговых электродвигателей, кВт          | в часовом режиме                                 | н.д.                           | 16 × 459,7 = 7355              |
| Мощность тяговых электродвигателей, кВт          | в длительном режиме                              | 12 × 560 = 6720                | 16 × 415,6 = 6650              |
| Сила тяги, кн (тс)                               | при трогании с места                             | 883 (90)                       | 981 (100)                      |
| Сила тяги, кн (тс)                               | в часовом режиме                                 | —                              | 775 (79)                       |
| Сила тяги, кн (тс)                               | в длительном режиме                              | 620 (63)                       | 775 (79)                       |
| Сила тяги, кн (тс)                               | при максимальной скорости                        | 245 (25)                       | 255 (26)                       |
| Скорость, км/ч                                   | в часовом режиме                                 | —                              | 33                             |
| Скорость, км/ч                                   | в длительном режиме                              | 38                             | 30                             |
| Скорость, км/ч                                   | конструкционная                                  | 100                            | 100                            |

## Конструкция
Газотурбовозы семейства ГТ1 состоят из двух головных моторных секций — тягово-энергетической, на которой размещена турбогенераторная силовая установка, и бустерной, на которой размещена криогенная топливная ёмкость. Секции унифицированы по конструкции экипажной части, кабины машиниста и частично кузова и имеют одинаковую длину, габариты и служебную массу. Однако из-за разделения топливной ёмкости и силовой установки на разные секции они не могут работать в одиночку и не являются взаимозаменяемыми, в отличие от дизельных тепловозов, имеющих индивидуальные двигатели и топливные баки. Механическая часть газотурбовозов первого и второго типов серьёзно отличается между собой, различаются также электрические машины и аппараты, в то время как общая компоновка оборудования, топливная система и газотурбинный двигатель имеют схожую конструкцию.

### Кузов
Газотурбовозы ГТ1 обоих исполнений имеют стальные кузова вагонного типа с одной кабиной управления в каждой секции и межсекционным переходом с противоположной от кабины стороны. Они состоят из несущей главной рамы, каркасов для крепления стен и оборудования и внутренних перегородок, боковых и торцевых стен, модульной кабины машиниста и модульной крыши. Кузова тягово-энергетической и бустерной секции отличаются друг от друга рядом элементов у боковых и торцевых стен и крыши и расположением внутренних перегородок, а также отсутствием стен и крыши в зоне размещения топливной ёмкости у газотурбовоза второго типа. Между тягово-энергетической и задней частью бустерной секции возможен сквозной проход через межсекционные переходы, однако переход в переднюю часть бустерной секции не предусмотрен из-за криогенной топливной ёмкости. По торцам рамы расположены автосцепки СА-3, служащие для сцепления секций между собой с торцевых сторон и сцеплением локомотива с другим подвижным составом с головных сторон. Габарит кузовов в обоих вариантах исполнения — 1Т.

#### Кузов первого газотурбовоза
Кузов первого газотурбовоза ГТ1 модифицирован из кузова электровоза ВЛ15. Модификация заключается в установке новой кабины машиниста и более высокой модульной крыши, вырезанием люков и воздухозаборных решёток в боковых стенах и внесением ряда других изменений в их конструкцию, обусловленных размещением в локомотиве газотурбинной силовой установки, криогенного оборудования и топливной ёмкости. Оригинальный кузов ВЛ15, изготовленный на Новочеркасском электровозостроительном заводе, по конструкции близок к кузову электровоза переменного тока ВЛ85, производившегося тем же заводом. Длина кузова каждой секции составляет 22 530 мм, по буферным брусьям — 21 310 мм; ширина кузова в нижней части в зоне рамы составляет 3240 мм, а в основной части по боковым стенам — 3180 м.
Основой кузова каждой секции является несущая рама прямоугольной формы, имеющая сварную конструкцию и воспринимающая все виды продольных и поперечных нагрузок. Рама состоит из двух продольных балок, изготовленных из швеллеров и связанных между собой металлическими листами толщиной 12 мм, поперечных буферных брусьев, скрепляющих продольные балки по концам, и поперечных балок ферменного типа, имеющих коробчатое сечение и скрепляющих продольные балки в местах крепления элементов подвешивания кузова на тележки. Все несущие элементы и узлы рамы сварены сплошными швами и образуют силовую конструкцию, рассчитанную на сжимающее продольное усилие в 2940 кН (300 тс). По торцам рамы в буферные брусья вварены коробки ударно-поглощающего аппарата с автосцепкой СА-3, а со стороны кабин также закреплены путеочистители. Тяговые кронштейны крайних тележек приварены к нижней части буферных брусьев, а кронштейн средней тележки установлен по центру на нижней плоскости промежуточной балки ферменного типа. Центры тележек размещены на расстоянии 6765 мм друг от друга. Снизу к раме между передней и средней тележками подвешены главные резервуары пневматической системы, а между средней и задней тележками — ящики аккумуляторных батарей (у бустерной секции первого локомотива до модернизации в ГТ1h вместо внешних аккумуляторов размещался топливный бак).
На газотурбовозе ГТ1h первого типа вместо оригинальных прямых кабин от ВЛ15 с наклонным лобовым стеклом установлены модульные полуобтекаемые выпуклые кабины производства НПП «Полёт» со стеклопластиковой обшивкой. По конструкции кабины газотурбовоза практически аналогичны кабинам электровозов семейства ЭС4К и ЭС5К, которые также выпускались данным предприятием, но у ГТ1 они имеют большую высоту над прожектором. Кабина представляет собой каркас из жёстких горизонтальных и вертикальных металлических профилей, снаружи которого установлены пластиковые обтекатели, а изнутри — внутренняя обшивка. Передняя часть кабины имеет изогнутую выпуклую форму, которая больше всего выступает вперёд на уровне рамы и буферных фонарей, а сверху имеет дугообразный изгиб, плавно переходя в крышу. Ниже лобового стекла она оснащена усиливающим поясом для снижения степени повреждения локомотива и травмирования локомотивной бригады от серьёзных травм в случае столкновения. Он выдерживает нагрузку 290 кН (30 тс), равномерно распределённую по ширине лобовой части. По краям лобовой части под небольшим углом размещены узкие угловые панели, которые по направлению вверх плавно расширяются и изгибом переходят в боковые скаты крыши локомотива.
Кабина имеет единое лобовое стекло трапециевидной формы с сужением вверху, оборудованное двумя стеклоочистителями под ним. С наружной стороны лобового обтекателя по бокам от автосцепки приварены подножки, над автосцепкой имеется ступенька-углубление, а по бокам от буферных фонарей со стороны середины и чуть ниже лобового стекла по центру — поручни. Сверху над лобовым стеклом в зоне изгиба установлен головной прожектор трапециевидной формы с сужением вверху, который утоплен в корпус кабины и наклонён назад, а по бокам от прожектора имеются воздухозаборные решётки, отсутствующие у электровозов ЭС4К/ЭС5К. Посередине между автосцепкой и низом лобового стекла попарно расположены горизонтальные буферные светодиодные фонари круглой формы, встроенные в общий пластиковый корпус и аналогичные буферным фонарям электровозов ЭС4К и ЭС5К раннего выпуска. Красные хвостовые фонари размещены по краям, а белые световые — ближе к центру кабины.
Под нижними обтекателями к переднему буферному брусу рамы закреплён наклонный путеочиститель с шестью прорезями. Путеочиститель служит для сбрасывания с пути посторонних предметов и рассчитан на продольное усилие в 120 — 140 кН, приложенное по его нижней кромке. Снизу к путеочистителю на болтах крепится козырёк, который имеет пять рядов отверстий для болтов, что позволяет регулировать его высоту над уровнем головок рельсов в зависимости от износа бандажей колёс.
По бокам кабины машиниста газотурбовоза расположены два боковых окна, как у электровозов ЭС4К/ЭС5К раннего выпуска — треугольное неподвижное и прямоугольное с опускающимся вниз стеклом, перед которыми размещены зеркала заднего вида. В зоне машинного отделения из трёх круглых иллюминаторов по каждому борту секции, имевшихся у ВЛ15, у газотурбовоза ГТ1 оставлены только по одному переднему вдоль каждого борта у тягово-энергетической секции и средний и задний по правому борту топливной бустерной секции, в то время как остальные иллюминаторы заварены стальными листами. Для входа в локомотив за кабиной машиниста в основной части кузова с каждой стороны имеются одностворчатые двери, открываемые поворотом внутрь, при этом дверные створки по сравнению с ВЛ15 снабжены прямоугольным окном. Для обеспечения возможности подъёма с насыпи или низкой платформы по бокам от дверей имеются вертикальные поручни, в середине боковины рамы — ступенька-углубление, а ниже кузова под дверью — двухступенчатая лестница.
Боковые стены за кабиной машиниста представляют собой каркас из прокатных и гнутых профилей, обшитых стальными листами толщиной 2 мм. В основной части кузова для повышения жёсткости стенки снабжены продольными гофрами, а на уровне рамы они имеют гладкую поверхность и выступают на 30 мм по каждому борту по сравнению с основными стенками. У кабины машиниста высота боковин больше, чем у основной части кузова, у которой над боковинами крепятся вертикальная часть скатов крыши.По сравнению с первоначальным электровозом, в боковинах газотурбовоза вырезаны воздухозаборные решётки и откидывающиеся дверцы, служащие для доступа к оборудованию снаружи и заправки криогенной топливной ёмкости. В передней части каждой секции газотурбовоза на уровне окон с обеих сторон имеются две вентиляционные решётки аппаратной камеры, при этом у бустерной секции они расположены непосредственно за входной дверью, а у тягово-энергетической секции — на некотором удалении. Далее у тягово-энергетической секции напротив основного машинного отделения с газотурбинным двигателем на стыке боковой стены с крышей имеется длинный ряд из десяти воздушных решёток, а у бустерной секции в зоне криогенной ёмкости с каждой стороны расположены небольшие решётки на средней высоте. В задней части тяговой секции по левому борту возле криогенного ресивера расположены две решётки с широкими наклонными жалюзями, а в задней части бустерной секции по правому борту возле дизель-генератора либо тягового аккумулятора — одна.
Торцевые межсекционные стенки у газотурбовоза обшиты гладкими стальными листами, при этом с них были демонтированы имевшиеся на ВЛ15 главные резервуары пневматической системы, перенесённые под раму газотурбовоза. В середине торцевых стен над автосцепками расположены межсекционные переходы, оборудованные торцевыми дверями, металлическими переходными площадками и негерметичными резиновыми баллонными суфле по бокам и сверху. С левой стороны межсекционного пространства, если передней считать тягово-энергетическую секцию, на торцевых стенках на уровне пола локомотива размещены гнёзда труб криогенного жидкостного и газового топливопроводов, соединённые двумя гибкими теплоизолированными шлангами. Чуть ниже по обе стороны размещены розетки, через которые секции соединены электрическими кабелями.
Крыша газотурбовоза ГТ1h первого типа имеет угловатый профиль с горизонтальной центральной частью и наклонными боковыми скатами и состоит из отдельных модульных панелей с поперечными выступающими стыками. Часть панелей крыши являются съёмными для возможности монтажа и демонтажа внутреннего оборудования локомотива при ремонте. Спереди крыша имеет скруглённый плавный скат со встроенным прожектором и  вентиляционными решётками сбоку от него. Над кабинами машиниста на крышах размещены антенны радиосвязи, в боковых скатах расположены воздухозаборники системы кондиционирования и вентиляции кабины. Также вентиляционные решётки имеются в боковых скатах над задней частью аппаратного помещения секции. В горизонтальной части крыши тягово-энергетической секции размещён блок мультициклонных воздушных фильтров и решётка выхлопной системы для отработавших газов.

#### Кузов второго газотурбовоза
Кузов газотурбовоза ГТ1h второго типа по конструкции рамы близок к тепловозу ТЭ8, а по конструкции кабины и боковых стен — к электровозу 2ЭС6, но по сравнению с последним имеет большую длину, а также форму и высоту крыши. Длина кузова каждой секции составляет 21 500 мм, по буферным брусьям — 20 366 мм; ширина — 3150 мм.
Основой кузова каждой секции является несущая рама прямоугольной формы, имеющая сварную конструкцию и воспринимающая все виды продольных и поперечных нагрузок. Конструктивно рама секций газотурбовоза основана на раме тепловозов ТЭМ7 и ТЭ8 со внесением ряда изменений, обусловленных размещением иного оборудования и установку кузова вагонного типа вместо капотного. Рама состоит из продольных хребтовых балок двутаврового сечения, смещённых от краёв локомотива в глубь и соединённых настилом из стальных листов толщиной 10—12 мм, обносных швеллеров по краям локомотива, стяжных ящиков, шкворневых узлов и поперечных перегородок, образующих силовую конструкцию. Продольные балки усиленны сверху и снизу поясами и связаны между собой по торцам стяжными ящиками, приваренными к несущим элементам рамы, в промежутках между ящиками поперечными перегородками из стальных листов толщиной, имеющими вырезы для воздуховодов охлаждения тяговых двигателей. Обносные швеллеры по бокам скреплены с хребтовыми балками поперечными кронштейнами, расположены в верхней части рамы и по сравнению с балками имеют небольшую толщину, образуя свободное пространство сбоку от балок, которое частично занимают пружины системы подвешивания кузова на тележках. По торцам рамы установлены автосцепки СА-3 с поглощающим аппаратом, а со стороны кабины к раме закреплён путеочиститель. На расстоянии 10 900 мм друг от друга в середине рамы сделаны усиления для установки шкворней тележек и сбоку от них приварены литые кронштейны для системы подвешивания. Под рамой тягово-энергетической секции вместо применяемого на тепловозах бака для дизельного топлива по центру между тележками подвешен ящик с тяговыми аккумуляторными батареями, а под рамой бустерной секции — ящик с вентиляторами охлаждения тяговых электродвигателей. Снизу к раме между тележками и центральным ящиком продольно подвешены четыре главных резервуара пневматической системы, а с правой стороны под кабиной машиниста — резервуар тормозной пневматической системы.
На газотурбовозе ГТ1h второго типа установлены модульные кабины угловатой формы производства НПО «Горизонт» (г. Екатеринбург), близкие по конструкции кабинам электровозов 2ЭС6 и тепловозов ТЭ8. Перед кабины имеет изогнутый профиль из двух плоских наклонных панелей с выступающим вперёд изгибом, под котором расположена вертикальная передняя панель рамы. Передняя часть кабины в зоне нижней наклонной панели оснащена усиливающим поясом для снижения степени повреждения локомотива и травмирования локомотивной бригады от серьёзных травм в случае столкновения. Он выдерживает нагрузку 290 кН (30 тс), равномерно распределённую по ширине лобовой части.
Большую часть площади верхней панели занимает лобовое стекло кабины машиниста прямоугольной формы, снабжённое двумя стеклоочистителями под ним. Над лобовым стеклом в крышу встроен светодиодный прожектор квадратной формы с трапециевидной окантовкой. На уровне между автосцепкой и низом лобового стекла в нижней части наклонной панели попарно расположены горизонтальные буферные светодиодные фонари круглой формы, встроенные в немного выступающий вперёд прямоугольный корпус. Белые световые фонари размещены по краям, а красные хвостовые — ближе к центру кабины, то есть обратно расположению фонарей у ГТ1h-001. Первоначально буферные фонари были прикрыты прямоугольными матовыми стёклами, как у тепловозов ТЭ8, однако позже их демонтировали. Между буферными фонарями закреплена табличка с обозначением серии и номера газотурбовоза. Кабина оборудована горизонтальными поручнями-ступеньками, размещёнными по центру непосредственно над и под лобовым стеклом, посередине между табличкой и изгибом лобового стекла и под табличкой.
Ниже уровня пола кабины расположена плавно сужающаяся вертикальная передняя панель рамы, плавно сужающаяся к низу. Снизу к ней закреплён путеочиститель, служащий её продолжением и также сужающийся к низу. Путеочиститель служит для сбрасывания с пути посторонних предметов и рассчитан на продольное усилие не менее 137 кН (14 тс), приложенное к его нижней кромке. Чуть выше путеочистителя из-под передней панели рамы выступает автосцепка, а бокам от неё размещены рукава пневматических магистралей, с левой стороны — расцепной рычаг, а справа к ней и путеочистителю приварены ступеньки. Снизу путеочиститель имеет три наклонные кромки, к нижней из которых на болтах крепится вертикальный козырёк. Козырёк имеет три ряда отверстий для болтов для болтов, что позволяет регулировать его высоту над уровнем головок рельсов в зависимости от износа бандажей колёс. На путеочистителе возможна установка металлических щёток для очистки пути в зоне прохода кожухов зубчатой передачи колёсно-моторных блоков. 
По бокам кабины машиниста газотурбовоза расположены два боковых окна, конструктивно аналогичных электровозу 2ЭС6 — трапециевидное неподвижное и прямоугольное со сдвигающимся вперёд стеклом, перед которыми размещены зеркала заднего вида. Для входа в локомотив за кабиной машиниста в основной части кузова с каждой стороны имеются одностворчатые двери с окном овальной формы, открываемые поворотом внутрь, аналогичные дверям серийных электровозов 2ЭС6. Для обеспечения возможности подъёма с насыпи или низкой платформы по бокам от дверей закреплены вертикальные поручни, к обносному швеллеру рамы прикручена ступенька, а на корпусе тележки закреплена вертикальная лестница.
Боковые стены основной части кузова за кабиной представляют собой каркас из стальных прокатных и гнутых профилей, обшитых стальными листами толщиной 3 мм. По сравнению с первым локомотивом, стены имеют гладкую поверхность, а у бустерной секции в зоне размещения криогенной ёмкости они отсутствуют. В стенах основной части кузова обеих секций оборудованы открывающиеся люки для доступа к оборудованию со внешней стороны, а также вентиляционные решётки. В боковых стенах тягово-энергетической секции рядом со входной дверью у каждого борта под крышей встроено четыре вентиляционные решётки аппаратного помещения. Далее на том же уровне стенки секции до самого конца секции загнуты под наклоном внутрь, образуя воздушное пространство под воздухозаборниками крыши. По большей части длины этого изгиба на изоляторах вдоль обоих бортов проложены тройные электрические шины для энергоснабжения бустерной секции. У бустерной секции боковины передней и задней части прямые до самой крыши. Окна во всех машинных отделениях отсутствуют.
Торцевые межсекционные стенки обеих секций газотурбовоза и промежуточные стенки бустерной секции по краям топливной ёмкости обшиты гладкими стальными листами. В середине торцевых стен над автосцепками расположены межсекционные переходы, оборудованные торцевыми дверями, металлическими переходными площадками и негерметичными резиновыми баллонными суфле по бокам и сверху. По бокам от межсекционного перехода на стенках снаружи размещены задние песочницы. С левой стороны торцевой стены каждой секции на уровне чуть выше рамы локомотива размещены наружные гнёзда труб криогенного топливопровода, направленные под углом вверх и соединённые специальным теплоизолированным трубопроводом П-образного профиля с гибкими наклонными трубами, горизонтальная средняя труба которого расположена поперёк над межсекционным переходом. С правой стороны сбоку от песочниц размещены розетки межсекционных электрических соединений, через которые секции соединены электрическими кабелями, подвешенными под межсекционным переходом над автосцепками.
Крыша газотурбовоза ГТ1h второго типа имеет угловатый профиль с горизонтальной центральной частью и наклонными боковыми скатами и состоит из отдельных модульных панелей с поперечными выступающими стыками. Часть панелей крыши являются съёмными для возможности монтажа и демонтажа внутреннего оборудования локомотива при ремонте. Передняя часть крыши над кабиной машиниста и тамбуром у обеих секций имеют схожую конструкцию. Над кабинами машиниста на крышах размещены антенны радиосвязи, в боковых скатах расположены воздухозаборники системы кондиционирования и вентиляции кабины, а над тамбурами в горизонтальной части крыши размещены люки передних песочниц. В горизонтальной части крыши тягово-энергетической секции размещён блок мультициклонных воздушных фильтров и решётка выхлопной системы для отработавших газов, а под скатами в зоне основного машинного отделения в месте загиба боковых стен расположены воздухозаборники для газотурбинной силовой установки. Задняя часть крыши обеих секций также имеет схожую конструкцию и используется для размещения высоковольтных межсекционных шинопроводов, приходящих по боковинам тягово-энергетической секции и уходящих под крышу бустерной.  

### Тележки

#### Тележки первого газотурбовоза
Каждая секция газотурбовоза ГТ1h-001 опирается на три двухосные моторные бесчелюстные бесшкворневые тележки с двухступенчатым люлечно-рессорным подвешиванием, унаследованные от электровоза ВЛ15. По конструкции эти тележки также унифицированы с тележками электровозов ВЛ85. Тележки состоят из рамы, системы кузовного и буксового подвешивания, тяг, колёсно-моторных блоков и тормозного оборудования. Конструкция средней тележки несколько отличается от крайних системой кузовного подвешения и связанных с ним элементов для обеспечения возможности бокового смещения тележки при прохождении кривых, а задняя тележка секции отличается от передней наличием ручного тормоза.
Рама тележки является её основным несущим элементом и состоит из двух продольных боковых балок и трёх поперечных балок коробчатого сечения — центральной и двух концевых, сваренных в цельную конструкцию из стальных листов. Боковины рамы имеют небольшое занижение в центральной части тележки. К раме приварены кронштейны для крепления буксовых узлов, системы подвешивания кузова, тележек и тяговых двигателей, гасителей колебаний и тормозной системы, выступающие вниз и по бокам от корпуса рамы тележки со внешней и внутренней стороны.
Во второй ступени подвешивания кузов опирается на раму каждой тележки через четыре упругих элемента по два с каждой стороны, которые служат как для передачи вертикальной нагрузки от кузова на тележку, так и для возможности небольшого смещения или наклона кузова вбок с созданием упругой противодействующей силы. У крайних тележек в роли опор служат люлечные подвески, немного наклонённые относительно вертикали к центру кузова. Люлечная подвеска представляет собой стержень с основанием-люлькой в нижней части и шайбой с опорной пружиной в верхней. Кузов опирается на нижнее основание через балансиры и шарнирный механизм, передавая усилие на стержень, который с помощью верхней шайбы опирается на раму тележки через пружину, расположенную вокруг верхней части стержня соосно с ним. Горизонтальные усилия при перемещении кузова вбок на расстояние до 30 мм от центрального положения воспринимают только люлечные подвески, с 30 до 45 мм — подвески вместе с пружиной, после чего упор жёстко ограничивает смещение. Крайние тележки также снабжены телескопическими поршневыми гидравлическими гасителями колебаний двухстороннего действия, установленными между ними и рамой кузова под углом 45° для снижения воздействия газотурбовоза на путь в вертикальном направлении. У средних тележек вместо наклонных люлечных подвесок используются длинные вертикальные качающиеся опоры в виде стержней с пружинами, снизу опирающиеся на тележки и служащие опорой сверху для кузова и позволяющие тележке сильнее смещаться вбок при прохождении кривых, чем у люлечных подвесок. Прогиб пружины люлечной подвески под статической нагрузкой в 68,7 кН составляет 77 мм, жёсткость пружины люлечной подвески — 0,893 кН/мм, жёсткость горизонтального упора 1,8 кН/мм. Прогиб опоры средней тележки под статической нагрузкой в 63,7 кН составляет 114 мм, жёсткость — 0,559 кН/мм.
В первой ступени подвешивания рама тележки опирается через восемь витых цилиндрических пружин на четыре листовые рессоры (по две пружины на каждую), которые индивидуально подвешены по центру через шарнир к нижней части каждой из четырёх букс. Листовая рессора и пружины обеспечивают гашение ударов и вертикальных колебаний от колёс при движении газотурбовоза. Каждая рессора состоит из десяти листов шириной 120 мм и толщиной 16 мм, расположенных горизонтально друг на другом в форме стилизованных крыльев — три верхних листа имеют одинаковую длину, а следующие последовательно укорачиваются. Каждая пружина имеет 2,5 рабочих витка и изготовлена из стального прутка диаметром 42 мм. Диаметр пружины составляет 204 мм, жёсткость пружины — 2747 Н/мм, эквивалентная жёсткость на одно колесо — 1015 Н/мм, жёсткость листовой рессоры — 1246 Н/мм, статический прогиб пружины — 17 мм, статический прогиб рессоры — 68,5 мм. Для передачи усилий от буксы к раме тележки и её поддержания в вертикальном положении используются два поводка — верхний и нижний. Поводки через шарнир крепятся к кронштейнам рамы, при этом со стороны края тележки поводок расположен выше уровня оси буксы и связан с коротким кронштейном, а со стороны центра тележки — ниже оси буксы и связан с длинным кронштейном.
Тяговые и тормозные усилия от тележек к кузову передаются с помощью механизма из трёх наклонных тяг, проходящих продольно под средней частью локомотива. Тяговый механизм тележки образован двумя тягами и служит для вынесения точки крепления наклонной тяги связи с кузовом из-под центра тележки ближе к её краю. Одна из тяг тележки имеет сложную форму в виде толстолистового острого треугольника, к которому на конце острой части примыкает наклонный изгиб. Основание треугольника крепится к кронштейнам центральной балки тележки в двух точках по его краям и затем он плавно сужается, опускаясь под небольшим наклоном вниз до точки изгиба, расположенной под осью колёсной пары, после чего продолжение тяги уходит вверх под углом 45° к горизонтали, где с соединяется с другой короткой цилиндрической тягой тележки, крепящейся к кронштейну концевой балки. В месте перегиба большой тяги тележки под осью к ней крепится наклонная цилиндрическая тяга для связи с рамой кузова. Для обеспечения подвижности тяги соединены между собой и рамой тележки с помощью валиков и шарниров. Со стороны кузова наклонная тяга крепится к буферному устройству, смягчающему рывки.
Тележка имеет два колёсно-моторных блока. Колёсно-моторный блок состоит из оси, двух букс, двух колёс, двух редукторных узлов, тягового электродвигателя и системы его подвески. Тяговые электродвигатели расположены по центру в пространстве между центральной балкой тележки и осью колёсной пары и имеют опорно-осевое подвешивание, жёстко опираясь на ось через опорные приливы и моторно-осевые подшипники и упруго — на центральную балку через резиновые шайбы и металлический поводок. Двигатели имеют индивидуальный привод на каждую ось через два зубчатых колеса, насаженных на вал двигателя по бокам от него, которые приводят во вращение большие зубчатые колёса, насаженные на ось колёсной пары рядом с ходовыми колёсами. Передаточное отношение зубчатой передачи составляет 88:23 = 3,826, расстояние между внутренними торцами зубчатых колёс — 1090 мм. Ходовые колёса имеют отверстия каплевидной формы и снабжены бандажами, напрессовываемыми на них в горячем состоянии. Диаметр колёс с новыми бандажами по кругу катания составляет 1250 мм, расстояние между внутренними торцами бандажей — 1440 мм, ширина бандажа — 140 мм, толщина нового бандажа — 90 мм.
Тормозная система тележки состоит из двух пневматических тормозных цилиндров, закреплённых сбоку в её середине с каждой стороны, рычажной передачи и приводимых ей тормозных колодок. Рычажная передача задней тележки помимо пневматического тормозного цилиндра также оснащена приводом ручного тормоза. Каждое колесо снабжено двумя тормозными колодками, обжимающими его при торможении с двух сторон. Рычажная передача состоит из поворачивающихся балансиров, планок и горизонтальных тяг, передающих усилие от цилиндра на внутренние и вслед за ними на внешние колодки. Диаметр тормозного цилиндра составляет 356 мм, максимальное давление в цилиндре — 372 кПа, установочный выход штока — от 70 до 85 мм, предельный — 150 мм, сила нажатия тормозных колодок одной колёсной пары — 164 кН, давление тормозных колодок на бандаж — 975 кПа, передаточное число — 1,43.

#### Тележки второго газотурбовоза
Каждая секция газотурбовоза ГТ1h-002 серийного типа опирается на две четырёхосные бесчелюстные моторные шкворневые тележки с двухступенчатым рессорным подвешиванием, унифицированные по конструкции с тележками восьмиосных тепловозов Людиновского завода серий ТЭМ7, ТЭМ14 и ТЭ8. Четырёхосные тележки сочленённые, состоят из промежуточной рамы, системы рессорного подвешивания кузова, шкворня и двух двухосных тележек, способных поворачиваться относительно промежуточной рамы четырёхосной, а также системы маятникового подвешивания промежуточной рамы на них и наклонных тяг, связующих двухосные тележки с общей рамой четырёхосной. Каждая из двухосных тележек имеет сварно-литую конструкцию и в свою очередь состоит из собственной рамы, буксового рессорного подвешивания, колёсно-моторных блоков и тормозного оборудования. Расстояние от центра четырёхосной до центров двухосных тележек, как и колёсная база между центрами двух смежных осей тележки составляет 2100 мм.
Промежуточная рама имеет Н-образную форму и состоит и двух продольных боковых балок, которые имеют горизонтальную форму по центру и наклонную со снижением верхней части вниз по концам, и поперечной центральной балки, в центре которой расположен низко посаженный шкворень для передачи горизонтальных усилий кузову. Рама каждой двухосной тележки является её основным несущим элементом и состоит из двух продольных балок, также имеющих наклоны верхней части вниз по концам, и трёх поперечных балок коробчатого сечения — центральной и двух низко опущенных концевых, сваренных в цельную конструкцию из стальных листов. Снизу к концевым балкам двухосных тележек закреплены предохранительные брусья, выступающие чуть вперёд. К промежуточной раме и рамам тележек приварены кронштейны и просверлены отверстия для крепления маятниковых подвесок, рессорного подвешивания кузовной и буксовой ступени, тяг, тяговых электродвигателей и тормозной системы. Также к промежуточной раме тележек газотурбовоза в её наклонной части приварены вертикальные лестницы: на передней тележке обеих секций под входом в кабину машиниста с обеих сторон и на задней тележке бустерной секции для обслуживания кранов при заправке СПГ — две лестницы слева и одна справа.
Промежуточная рама опирается на рамы двухосных тележек через четыре маятниковые подвески (по две с каждой стороны), расположенные по её краям и проходящие сквозь неё. Маятниковая подвеска представляет собой качающуюся в поперечном направлении вертикальную тягу с верхней и нижней опорными головками. На нижнюю головку опирается общая промежуточная рама, а края верхней головки — на раму двухосной тележки. Подвеска позволяет промежуточной раме отклоняться относительно рамы двухосной тележки с амплитудой в 40 мм в поперечном направлении в каждую сторону, из которых в первой половине амплитуды подвеска качается свободно, а в следующая подпружинивается боковым упором, создающим возвращающее усилие.
Во второй ступени подвешивания кузов опирается на промежуточную раму каждой из тележек через четыре пружинно-роликовых опорных механизма. Каждая опора включает в себя два пружинных комплекта, между которыми и рамой кузова установлена плита с роликовыми опорами, позволяющими четырёхосной тележке поворачивать относительно кузова в кривых. Пружинные комплекты каждой опоры установлены по диагонали к продольному направлению в форме /\. Один из них расположен в глубине возле центральной основы рамы кузова вплотную к аналогичному комплекту другой пары, а другой — возле края рамы на некотором удалении от центра. Каждый пружинный комплект состоит из трёх витых цилиндрических пружин с общим центром, имеющих статический прогиб 120 мм. Спереди и сзади каждого внешнего пружинного комплекта под углом установлены телескопические поршневые гидравлические гасители колебаний двухстороннего действия по два на пружинный комплект, служащие для снижения воздействия газотурбовоза на путь в вертикальном направлении и соединяющие плиту роликовой опоры с рамой тележки. Для гашения горизонтальных колебаний между двухосными тележками и рамой кузова установлен пластинчатый демпфер, состоящий из фрикционов и четырёх расположенных друг над другом стальных пластин, две из которых широкие и имеют треугольную форму, а ещё по одной над и под ними — узкую прямоугольную. Также над крайними двухосными тележками между ними и рамой кузова установлены два пневматических догружателя, которые за счёт сжатого воздуха увеличивают нагрузку на переднюю по ходу движения тележку секции, что улучшает сцепление колёс с рельсами при трогании газотурбовоза с места, после чего при достижении скорости 10 км/ч воздух автоматически выкачивается.
В первой ступени подвешивания рама каждой двухосной тележки опирается на кронштейны четырёх букс через восемь пружинных комплектов по два на каждую буксу и имеет индивидуальное подвешивание для каждого буксового узла колёсной пары. Каждая из четырёх букс тележки имеет два кронштейна, один из которых со внешней стороны выступает вбок, а со внутренней стороны — вниз и вбок. На каждый кронштейн опирается пружинный комплект, состоящий из двух витых соосных цилиндрических пружин с общим центром. Пружинные комплекты имеют одинаковую длину, но размещены на разной высоте, при этом пружины со стороны середины двухосной тележки расположены ниже пружины со стороны её края. Статический прогиб пружин составляет 56 мм, а эквивалентный прогиб с учётом жёсткости буксовых поводков — 44 мм. Для передачи тяговых и тормозных усилий от буксы к раме тележки и её поддержания в устойчивом положении используются два поводка — верхний и нижний. Поводки через шарнир крепятся к выступающим вниз кронштейнам рамы тележки, при этом со стороны края тележки поводок расположен под пружинным комплектом на одном уровне с опорным кронштейном последнего ниже оси буксы, а со стороны центра тележки — над пружинным комплектом выше оси буксы.
Тяговые и тормозные усилия от двухосных тележек к раме четырёхосной передаются с помощью рычажного механизма передачи силы тяги, размещённого между двухосными тележками под центральной поперечной балкой промежуточной рамы четырёхосной тележки. Тяговый механизм каждой двухосной тележки состоит из двух двуплечих поворотных рычагов, закреплённых на кронштейнах концевых балок двухосных тележек вблизи их края, коротких продольных наклонных тяг, связующих их с нижними литыми кронштейнами центральной балки промежуточной рамы, и поперечной телескопической упругой тяги, связующей поворотные рычаги с двух сторон для обеспечения их синхронного поворота при прохождении кривых и снижения нагрузки на рамы тележек. Для обеспечения подвижности тяги соединены с рамой промежуточной тележки и рычагами с помощью шаровых подшипников, а поворотные рычаги с рамами двухосных тележек — с помощью валиков. Короткие тяги расположены как под небольшим наклоном вверх от двухосной тележки к промежуточной рам, так и под небольшим углом по диагонали к продольному направлению: со стороны одной из тележек расстояние между тягами сходится, а со стороны другой — расходится от двухосной тележки к промежуточной раме. Упругая поперечная тяга снабжена пружиной с жёсткостью 200 кг/мм, преднатянутой с усилием в 30 кН (3 тс) и имеющей ход в 16 мм на растяжение и сжатие.
Двухосная тележка имеет два колёсно-моторных блока. Колёсно-моторный блок состоит из оси, двух букс, двух колёс, одного редукторного узла, тягового электродвигателя и системы его подвески. Тяговые электродвигатели расположены в пространстве между центральной балкой тележки и немного смещены к правой стороне колёсной пары относительно ближнего края тележки. Двигатели имеют опорно-осевое подвешивание, жёстко опираясь на ось через опорные приливы и моторно-осевые подшипники и упруго — на центральную балку двухосной тележки через пружинный комплект. Привод от двигателей осуществляется индивидуально на каждую ось через зубчатые колёса редуктора, насаженные на вал двигателя и ось колёсной пары справа от двигателя между ним и ходовом колесом. Ходовые колёса сплошные и снабжены бандажами, напрессовываемыми на них в горячем состоянии. Диаметр колёс с новыми бандажами по кругу катания составляет 1050 мм, расстояние между внутренними торцами бандажей — 1440 мм.
Тормозная система каждой двухосной тележки состоит из двух пневматических тормозных цилиндров, рычажной передачи и приводимых ей тормозных колодок. У передней двухосной тележки под кабиной машиниста рычажная передача помимо пневматического тормозного цилиндра также оснащена приводом ручного тормоза, состоящим из балансира и собственной системы тяг ближе к центру тележки. Каждое колесо снабжено двумя тормозными колодками, обжимающими его при торможении с двух сторон. Тормозные цилиндры закреплены сбоку рамы двухосной тележки с обеих сторон под углом ближе к краю общей четырёхосной тележки. Рычажная передача состоит из поворачивающихся рычагов и подвесок и тяг в форме стержней и дуг. При торможении сжатый воздух в тормозном цилиндре сдвигает поршень с наклонным штоком, сжимая при этом внутри цилиндра пружину, которая возвращает поршень обратно в расторможенное состояние при отсутствии воздуха в цилиндре. Шток при торможении поворачивает крайний рычаг, который передаёт усилие на связанные рычаги, а они сдвигают две дугообразные продольные тяги, связанные по центру прямой тягой, и поворачиваемые этими тягами рычаги обжимают тормозные колодки.

### Интерьер

#### Кабина машиниста
Кабина машиниста расположена в головной части каждой секции газотурбовоза и рассчитана на управление локомотивной бригадой из двух человек. Рабочее места машиниста расположено с правой стороны кабины, место помощника машиниста — с левой. Кабина первого газотурбовоза по своей компоновке, отделке и устройству пульта управления унифицирована с кабиной тепловозов семейства 2ТЭ25К и 2ТЭ25А, а кабина второго газотурбовоза — с кабиной электровозов 2ЭС6, за исключением части приборов пульта управления.
В передней части кабины расположен пульт управления на трёх тумбах, напротив которого установлены кресла машиниста и помощника, а перед ними под пультом — наклонные панели для их ног. Кресла имеют мягкую кожаную обивку чёрного цвета, регулируемую высоту сиденья и наклон спинки, а также подлокотники. У газотурбовоза второго типа кресла снабжены отдельными от спинки подголовниками. В задней стене кабины по центру расположена входная дверь, к которой приделано дополнительное откидное сиденье для машиниста-инструктора. По бокам от него установлены шкафы для одежды, хранения сигнальных принадлежностей и средств индивидуальной защиты и размещения некоторых приборов. У газотурбовоза второго типа в задней левой стенке кабины за местом помощника машиниста встроены холодильник для хранения пищевых продуктов и микроволновая печь для их разогрева, у газотурбовоза первого типа холодильник встроен в среднюю тумбу пульта управления.
Стены и потолок кабины изготовлены из пластиковых панелей. У первого газотурбовоза стены и потолок имеют молочно-белый цвет, пол — тёмно-серый, пульт управления — серый. У второго газотурбовоза передняя стена и потолок имеют белый цвет, а прочие стены и пульт управления — сочетание светло-бежевого и охряного цвета, а пол — серый со светлыми точками в крапинку, как и у кабин электровозов 2ЭС6. Лобовые стёкла кабины оснащены стеклоочистителями с омывателем и встроенным электрообогревом. Для предотвращения ослепления локомотивной бригады при ярком солнце над лобовым и боковыми окнами установлены опускающиеся вниз солнцезащитные шторки. Задняя пара боковых окон снабжена сдвижными форточками — у первого газотурбовоза они сдвигаются вниз, а у второго — вперёд. Снизу открывающиеся боковые окна снабжены подоконниками.
Кабина оборудована системой электроотопления и воздушной системой отопления, кондиционирования и вентиляции с распределением подаваемого воздуха к лобовому и боковым стёклам и к ногам локомотивной бригады. У газотурбовоза второго типа дополнительно имеются электрообогреватели под боковыми окнами.
Кабина оснащена системой безопасности, включающей в себя комплексное локомотивное устройство безопасности КЛУБ-У на первом или БЛОК на втором газотурбовозе, телемеханическую систему контроля бодрствования машиниста ТСКБМ, систему видеонаблюдения и пожарной сигнализации.

##### Пульт управления газотурбовоза первого типа
Пульт управления газотурбовоза первого типа унифицирован по конструкции с пультами управления тепловозов семейства ТЭ25 и представляет собой столешницу, размещённую на трёх тумбах: левой, средней и правой. Левая и правая тумба — узкие, а средняя — широкая и выступает вперёд ближе к креслам. В левой и средней тумбе размещается электроаппаратура, а в правой — элементы пневматической системы. На лицевой стороне средней тумбы сверху находится панель с электрическими автоматами, а под ней — пространство для размещения холодильника.
Столешница пульта имеет металлический каркас и снаружи обшита пластиковыми панелями, на которых располагаются приборы мониторинга и органы управления. Она состоит из двух зон — горизонтальной плоской и наклонной, образованной несколькими панелями, расположенными под углом друг к другу. В горизонтальной зоне размещаются основные приборы и кнопки управления газотурбовозом, а в наклонной — приборы контроля состояния его систем и некоторые переключатели. Горизонтальная часть имеет вырезы трапециевидной формы напротив рабочих мест машиниста и помощника для возможности компоновки органов управления по бокам в непосредственной близости от них. Панели пульта гладкие и не имеют углублений, швов и разрывов, что облегчает их очистку и повышает удобство работы локомотивной бригады.
В рабочей зоне машиниста с правой стороны размещены все основные органы управления и информационные приборы мониторинга. На горизонтальном столе перед машинистом слева расположена рукоятка контроллера для задания скорости движения, две кнопки реверса «Вперёд» и «Назад» и личина для ключа слева от неё и две кнопки запуска и останова газотурбинного двигателя перед ней. Справа на столе перед машинистом расположены кнопки отпуска тормозов, включения тифона и свистка, подачи песка и красная кнопка экстренного торможения. По центру расположена пустая зона с креплением для маршрутных и путевых листов. Правее над правой тумбой в небольших углублениях расположены два пневматических тормозных крана с поворотными рукоятками — основной кран поездного тормоза № 395 и кран вспомогательного локомотивного тормоза № 215, поворачивающиеся в горизонтальной плоскости. Снизу на торце столешницы под контроллером размещена кнопка контроля бдительности машиниста, а справа под столешницей имеются две электрические розетки.
Верхняя наклонная часть пульта перед машинистом разделена на три панели — две угловых по бокам и одну центральную. На левой панели расположены тумблеры и переключатели систем обогрева, вентиляции, стеклоомывателя и освещения. На центральной панели слева расположен дисплей системы безопасности КЛУБ-У со встроенным скоростемером, блоком индикации сигналов локомотивной сигнализации и кнопками управления, а справа — многофункциональный дисплей бортового компьютера системы управления и диагностики газотурбовоза. На правой панели горизонтально расположены три манометра пневматической системы для контроля давления воздуха в тормозных цилиндрах, уравнительном резервуаре и в тормозной и напорной пневмомагистралях. Слева на наклонной панели между рабочими местами машиниста и помощника установлена радиостанция. 
В рабочей зоне помощника машиниста на горизонтальной столешнице перед ним слева размещён вспомогательный монитор системы видеонаблюдения и радиостанция, а справа от него на наклонной панели пульта — кнопки включения тифона и свистка, скоростемер системы КЛУБ-У, гнездо кассеты регистрации, тумблеры включения освещения и стеклоомывателя и блок индикации сигналов локомотивной сигнализации. На торце столешницы слева, как и у машиниста, имеется кнопка контроля бдительности.

##### Пульт управления газотурбовоза второго типа
Пульт управления газотурбовоза второго типа создан на базе пульта управления электровозов 2ЭС6, но с меньшим количеством мониторов и частично с другими приборами управления, и представляет собой столешницу, размещённую на трёх тумбах: левой, средней и правой. По сравнению с газотурбовозом первого типа, все три тумбы являются узкими и выступают на примерно одинаковое расстояние.
Столешница пульта имеет металлический каркас и снаружи обшита пластиковыми панелями, на которых располагаются приборы мониторинга и органы управления. Пульт, как и у локомотива первого типа, состоит из двух зон — горизонтальной плоской и наклонной, образованной несколькими панелями, расположенными под углом друг к другу. В горизонтальной зоне размещаются основные приборы и кнопки управления газотурбовозом, а в наклонной — приборы контроля состояния систем локомотива и некоторые переключатели. Вырезы напротив рабочих мест машиниста и помощника имеют плавную дугообразную форму и снабжены окантовкой по торцам, а по их углам установлены дугообразные поручни. По сравнению с пультом газотурбовоза первого типа, у газотурбовоза второго типа части пульта у машиниста и помощника имеют одинаковые размеры и форму, а наклонные панели имеют меньший изгиб, не имеют резких углов и по форме общей конструкции приближены к дуге. По краям рабочих мест и между ними в наклонной части пульта установлена расширяющаяся вниз треугольная панель, а в горизонтальной посередине пульта — продолжающая её трапециевидная. 
В рабочей зоне машиниста с правой стороны размещены все основные органы управления и информационные приборы мониторинга. На горизонтальной части пульта перед машинистом слева расположена рукоятка контроллера для задания скорости движения, слева от неё — переключатель реверса и личина для ключа, а справа — переключатель догружателя. Справа на столе перед машинистом расположена компактная рукоятка дистанционного тормозного крана № 130 чёрного цвета, поворачиваемая вперёд и назад в вертикальной плоскости, по бокам от которой расположены кнопки отпуска тормозов, включения тифона и свистка, подачи песка, кнопка контроля бдительности машиниста и кнопка экстренного торможения. Правее над правой тумбой на небольшом возвышении расположен пневматический кран вспомогательного локомотивного тормоза № 215, поворачивающиеся в горизонтальной плоскости. По центру расположена клавиатура и столик с креплением для путевых листов и прочих документов.
В верхней наклонной части пульта машиниста слева размещена панель управления силовой установкой, на которой вверху расположены кнопки захолаживания и прокрутки и тумблер запуска/остановки газотурбинного двигателя, а внизу — выключатель возбуждения генератора, тумблер включения и выключения вспомогательных систем и выключатель зарядки тяговых аккумуляторов на холостом ходу. В центральной части слева расположен дисплей бортового компьютера системы управления и диагностики газотурбовоза, справа — дисплей системы безопасности и сигнализации БЛОК, а между ними — блоком индикации сигналов локомотивной сигнализации. Справа расположена панель с тремя пневматическими манометрами, два из которых расположены вверху, а один по центру внизу, служащих для контроля давления воздуха в тормозных цилиндрах, уравнительном резервуаре и в тормозной и напорной магистрали. 
В рабочей зоне помощника машиниста на горизонтальной столешнице перед ним слева размещена кнопочная панель с тумблерами и переключателями системы обогрева и вентиляции кабины и обогрева зеркал заднего вида, кнопки тифона и свистка и кнопка контроля бдительности. По центру расположена пустая зона с креплением для маршрутных и путевых листов. Справа размещена радиостанция с трубкой и ряд переключателей. На наклонной панели слева размещена панель управления пожарной сигнализацией, по центру — блок индикации локомотивной сигнализации и многофункциональный дисплей бортового компьютера, справа — гнездо кассеты регистрации.
На горизонтальной узкой панели между рабочими местами машиниста и помощника установлена радиостанция машиниста, а также тумблеры и переключатели систем обогрева, стеклоомывателя и освещения.

#### Машинные отделения
Большую часть внутреннего пространства газотурбовозов занимают машинные помещения, расположенные в основной части кузова позади кабины машиниста и разделённые перегородками на несколько зон. Стены внутри машинных отделений первого газотурбовоза окрашены в серый цвет, а второго газотурбовоза — в светло-зелёный. Помещения оснащены световыми лампами, системами видеонаблюдения, автоматического пожаротушения и датчиками контроля утечки газа и системы автоматической вентиляции вблизи газового оборудования.
В тягово-энергетической секции непосредственно за кабиной машиниста расположен тамбур со входными дверями, за которым находится объединённое с ним аппаратное помещение. На задней внешней стенке кабины управления в тамбуре расположены различные устройства, включая устройство обработки информации, модуль тормозного оборудования и блоки системы удалённого распределённого управления тормозами поезда, блоки безопасного локомотивного объединённого комплекса (БЛОК) у газотурбовоза второго типа, блоки радиостанции, элементы системы пожарной сигнализации и автоматического пожаротушения. В центре стенки расположена дверь входа в кабину. У газотурбовоза второго типа перед стенкой кабины машиниста слева расположена туалетная комната с портативным биотуалетом, оснащённая розеткой и электрообогревателем.
Позади тамбура в аппаратном помещении размещаются тяговые преобразователи со внешней системой охлаждения, регуляторы тока, преобразователи собственных нужд, аппаратный шкаф и другая электрическая аппаратура, часть которой расположена в специальной высоковольтной камере. Проход в аппаратном помещении в газотурбовозах обоих типов организован вдоль правого борта.
У газотурбовоза первого типа в передней части аппаратного помещения непосредственно за тамбуром в середине и около левого борта расположена высоковольтная камера, отделённая полупрозрачными стенками из вертикальных и горизонтальных реек. Высоковольтная камера имеет оголённые электрические контакты, поэтому во время работы локомотива нахождение людей в ней не допускается, ввиду чего входная дверь в неё снабжена блокировочным устройством и разъединителем, обесточивающим электрические цепи при открытии двери. Следом за ней по центру вблизи задней перегородки находится главный мотор-вентилятор централизованного воздухоснабжения в виде вертикальной цилиндрической стойки.
У газотурбовоза второго типа непосредственно за тамбуром по центру расположен аппаратный шкаф, за ним — колонка ручного тормоза справа и главный мотор-вентилятор по центру, а высоковольтная камера размещена в задней части и по исполнению представляет собой большой модульный шкаф каркасного типа со сплошными стенками. Часть электроаппаратуры также размещена вне высоковольтной камеры в шкафах вдоль стен. Под крышей расположены два бункера передних песочниц, загружаемых через люки крыши (у газотурбовоза второго типа они размещены над дверями тамбура) и вентилятор отсоса пыли из мультициклонных фильтров вентилятора ЦВС.
За аппаратным помещением за перегородкой с дверью возле правого борта расположено основное машинное помещение. В нём установлены генераторы, а позади них — газотурбинная силовая установка со входной и выхлопной воздушными камерами и теплообменниками. В задней части машинного отделения с правой стороны находится компрессорный модуль, который состоит из двух винтовых компрессоров, размещённых друг над другом, а с левой — газовый ресивер и другое газоподготовительное оборудование. Также в задней части машинного отделения расположена электроаппаратура системы управления газовым оборудованием , включая блок питания, преобразователь и контроллер дозатора газа. Под задней частью крыши изнутри закреплены элементы системы пожаротушения и стойка пневматической системы. У газотурбовоза первого типа в задней части секции также размещён ручной тормоз.
В бустерной секции непосредственно за кабиной управления находится тамбур и объединённое с ним вспомогательное аппаратное помещение. В передней части тамбура, как и у тягово-энергетической секции, в середине перегородки расположена входная дверь в кабину управления, слева от неё у газотурбовоза второго типа также оборудована туалетная комната. В аппаратном помещении размещены аппаратный шкаф и статические преобразователи. Также в задней части помещения у газотурбовоза первого типа по центру установлен главный мотор-вентилятор централизованного воздухоснабжения, аналогичный вентилятору тяговой секции и служащий для охлаждения тяговых двигателей и вспомогательного оборудования. У газотурбовоза второго типа данный вентилятор в аппаратном помещении бустерной секции отсутствует, вместо него два вентилятора расположены в ящике между тележками. Также в данном помещении у него находится колонка ручного тормоза. Под крышей размещены два бункера передних песочниц. 
В средней части бустерной секции у газотурбовозов почти во всю её ширину расположен криогенный топливный резервуар, опирающийся на устройство измерения массы и отделённый от передней и задней части секции сплошными перегородками без прохода. У газотурбовоза первого типа он расположен внутри кузова, а у газотурбовоза второго типа — на открытой раме. По краям рамы газотурбовоза второго типа сбоку от топливного резервуара размещены ящики бортовых аккумуляторных батарей, блоки фильтров системы вентиляции и охлаждения тяговых электродвигателей вместе с воздуховодами, ведущими к ящику с вентиляторами.
В задней части бустерной секции расположено концевое помещение, в задней торцевой стенке которого по центру имеется дверь межсекционного перехода в тягово-энергетическую секцию. У газотурбовоза первого типа вдоль левого борта секции расположены шкафы с электрооборудованием, а вдоль правого борта — криогенный насос со стороны резервуара и тяговая аккумуляторная батарея со стороны торцевой стенки (до переоборудования на её месте располагался дизель-генератор c системой охлаждения, занимавший половину ширины секции. Проход с металлическим настилом вдоль заднего помещения первого газотурбовоза смещён к левому борту. У газотурбовоза второго типа задний отсек разделён на две части — отсек криогенного насоса и газоподготовительной аппаратуры вдоль левого борта и отсек электроаппаратуры вдоль правого, в котором также размещена система пожаротушения и стойка пневматической системы секции.

### Топливная криогенная система
Топливная система газотурбовозов ГТ1 на бустерной секции состоит из криогенной ёмкости для сжиженного природного газа (СПГ), поршневого криогенного насоса высокого давления и трубопроводов, а на тягово-энергетической — из трубопроводов, теплообменников, смесителя, ресивера и газового дозатора. Из бустерной секции СПГ перекачивается насосом через специальные гибкие межсекционные трубопроводы в тягово-энергетическую, где проходит через топливно-масляные и топливно-газовые теплообменники, тем самым нагреваясь и газифицируясь, после чего попадает в ресивер в виде бака объёмом 2 м³, служащего для компенсации расширения газа по объёму в результате нагревания, и затем из него через газовый дозатор и отсечный клапан поступает к форсункам камеры сгорания газотурбинного двигателя.
Топливная ёмкость в виде криогенной цистерны размещается в середине бустерной секции газотурбовоза и рассчитана на заполнение 17 т СПГ на газотурбовозе первого типа и 20 т на газотурбовозе второго типа. Сжиженный газ хранится при температуре ниже -161 °С с рабочим давлением в 4,5 атмосферы, а максимально допустимым считается давление до 6 атмосфер. Для заправки топливной ёмкости сбоку от неё смонтированы специальные краны и адаптеры для заправочных шлангов, которые у газотурбовоза первого типа закрыты съёмной крышкой боковой стенки и находятся по правому борту секции, а у газотурбовоза второго типа расположены по левому борту секции на открытом пространстве ближе к задней части.
Первоначально топливная система первого газотурбовоза имела два последовательных центробежных насоса на бустерной и тягово-энергетической секции и жидкостное регулирование подачи топлива, по аналогии с топливной системой опытного самолёта Ту-155. В этой схеме топливный дозатор был установлен в жидкостной линии сразу за насосом, а газовый ресивер отсутствовал. Однако вскоре после начала пробной эксплуатации в такой схеме топливоподачи было выявлено запаздывание процесса газификации в теплообменниках, из-за чего двигатель работал неустойчиво и иногда по частоте вращения и мощности выходил в противофазу со скоростью подачи топлива, что вело к недостатку или переизбытку выдаваемой им мощности по отношению к требуемой и влекло за собой перерасход топлива. Данная проблема ранее не проявлялась у работавшего на СПГ самолёта Ту-155 или газотурбинных электростанциях, поскольку на них двигатель большую часть времени работал в режиме номинальной мощности и скорость расхода топлива была примерно одинаковой, в то время как на локомотиве из-за постоянных разгонов и торможений газотурбинный двигатель работал в переменных режимах, и ему требовалось гораздо более точное и быстрое регулирование подачи топлива. 
Другими недостатками первоначальной системы была необходимость длительного захолаживания системы перед запуском и возникновение в ней твёрдой фракции диоксида углерода и других примесей по причине большой длины трубопроводов и необходимости сброса части газифицированного метана в атмосферу. При движении СПГ в трубопроводах и арматуре отмечалось снижение статического давления ниже давления насыщенных паров метана, метан газифицировался, и концентрация диоксида углерода превышала предел растворимости при текущей температуре. В результате диоксид углерода, имеющий более высокую температуру перехода в твёрдое состояние, чем метан — в жидкое, выпадал в виде сухого льда как в арматуре, так и при возврате природного газа в подушку ёмкости в «холодных» трубопроводах, что приводило к многократным отказам – кавитации насосов и/или образованию пробок с последующим отогревом и перезапуском системы в течение полутора-двух часов.
В 2010 году топливная система на первом газотурбовозе была кардинально модернизирована: вместо центробежного насоса был установлен поршневой насос высокого давления, вместо дозатора жидкого топлива был установлен дозатор газа непосредственно перед газотурбинным двигателем, после теплообменников был установлен ресивер для накопления газообразной фракции под давлением, а одно из межсекционных соединений стало использоваться для подачи газообразной фракции из топливной ёмкости в ресивер тяговой секции, а также сокращена длина трубопроводов и минимизировано количество захолаживаемого оборудования. При этом появилось два контура регулирования подачи топлива — в первичном регулировалась подача СПГ в ресивер по давлению в нём путём изменения частоты вращения насоса, а во вторичном газовым дозатором регулировалась подача газа из ресивера непосредственно в двигатель. Такая система позволила как накапливать газифицированный метан в ресивере для газотурбинного двигателя вместо сброса в атмосферу и исключить повышение концентрации примесей, так и вывести теплообменники из контура регулирования подачи топлива в двигатель, устранив проблемы по быстродействию регулятора и устойчивости системы подачи газа с режимом работы газовой турбины. Во время отработки новой топливной системы были установлены дополнительные клапаны, а для работы в автоматическом режиме разработаны новые алгоритмы управления.
На втором газотурбовозе с учётом результатов эксплуатации первого была применена схожая версия топливной системы, имевшая ряд отличий. Помимо открытого расположения общей криогенной ёмкости и части газовой аппаратуры, на нём была введена буферная криогенная ёмкость между основной ёмкостью и
топливным насосом. Вместо двух гибких межсекционных шлангов для газовой и жидкой фракции был применён один общий трубопровод из трёх гибких труб, имеющий П-образный профиль спереди и /\-образный сбоку. Новый трубопровод оснащён осевыми упругими стержнями, обеспечившими гибкость трубопровода только за счёт изгиба каждого элемента, поскольку он практически не влияет на ресурс работы гофрированных трубопроводов. В данной системе газообразная фракция СПГ поступает под давлением через клапан и смешивается с подаваемой насосом жидкой, после чего, пройдя через межсекционный трубопровод, уже на тягово-энергетической секции отделяется и через клапан поступает в ресивер. 
На газотурбовозах обоих типов стал применяться криогенный поршневой насос Delta N80 производства швейцарской фирмы Fives Cryomec, имеющий максимальную производительность в 80 литров СПГ в минуту. По сравнению с центробежным насосом, применявшимся изначально на первом газотурбовозе, поршневой насос требовал значительно меньше времени для захолаживания и мог проще осуществлять дозирование подачи топлива, но при этом отличался меньшей производительностью. В процессе эксплуатации газотурбовозов выяснилось, что для обеспечения работы газовой турбины в режиме максимальной мощности насос должен работать в предельном режиме, что приводит к его быстрому износу. Кроме того обнаружилось, что постоянные ускорения и вибрации в ходе эксплуатации локомотива негативно влияют на работу насоса, изначально предназначенного для эксплуатации в условиях стационарных помещений и выбранного для установки на газотурбовоз как один из немногих подходящих вариантов. В связи с этим в 2016 году российской компанией ПсковТехГаз был разработан более производительный и неприхотливый криогенный трёхпоршневой насос АНМ-ХА-100.5, который вскоре был установлен на первый газотурбовоз взамен швейцарского. В работе данный насос оказался более удачным, в результате чего стала рассматриваться его установка взамен швейцарского и на втором газотурбовозе.
Теплообменники служат для нагрева и газификации СПГ и охлаждения силовых машин. При работе газотурбинного двигателя сначала СПГ проходит через топливно-масляные теплообменники, тем самым охлаждая масло, используемое для охлаждения газовой турбины и генератора, а затем — через топливно-газовый теплообменник в выхлопном патрубке, где происходит его основной нагрев и газификация за счёт выхлопных газов. Однако до запуска газотурбинного двигателя данный источник тепла отсутствует и охлаждение масла не требуется, поэтому перед запуском двигателя топливо подаётся через дроссельный кран напрямую в смеситель, минуя теплообменники. Для первичного нагрева топлива в смесителе и избежания попадания жидкой фракции в ресивер используется греющий гибкий кабель мощностью 2,7 кВт, питающийся от аккумулятора. Обогрев смесителя включается при подготовке к запуску и отключается после запуска газотурбинного двигателя. При подаче газа в камеру сгорания двигателя дроссельный кран смесителя закрывается и весь СПГ проходит через топливно-масляные теплообменники. До окончания запуска газовой турбины газифицированный метан, поступающий из основного топливно-газового теплообменника в ресивер, дополнительно подогревается в смесителе. Между выходом из топливно-масляных теплообменников и входом в топливно-газовый теплообменник установлен клапан К13, который препятствует замораживанию масла во время предварительного заполнения ресивера и открывается на запуске перед подачей топлива в двигатель. Изначально запуски с «замороженным» масляным теплообменником двигателя приводили к росту температуры масла двигателя до опасных значений. У масляного теплообменника генератора данное явление не наблюдалось, так как через него прокачивалось масло ещё до запуска.
Подготовка к запуску начинается с открытия дроссельного крана перед смесителем и подачи газа из подушки криогенной ёмкости в ресивер через клапаны К8 и КЦД. Одновременно с открытием клапана К3 начинает захолаживаться криогенный насос. После выравнивания давления в криогенной ёмкости и ресивере (0,35 — 0,45 МПа) открывается К14, а криогенный насос выводится на минимальную частоту вращения. После достижения давления в ресивере 1,2 МПа насос останавливается, закрывается К14 и включается стартёр двигателя. При раскрутке роторов двигателя стартёром давление в ресивере продолжает увеличиваться за счёт газификации метана в смесителе. За пять секунд до подачи топлива в камеру сгорания двигателя насос повторно включается на минимальную частоту вращения. Для быстрого заполнения ресивера во время увеличения расхода топлива на запуске двигателя клапан К14 остаётся закрытым. Одновременно со включением насоса открываются К13 и К15, а дроссельный кран закрывается через пять секунд — при подаче топлива в двигатель. После достижения давления в ресивере 1,6 МПа К14 открывается и вступает в работу регулятор давления в ресивере. Процесс запуска от захолаживания насоса, заполнения ресивера до выхода на режим холостого хода не превышает 8 минут. 
Для ограничения максимальной температуры газа по условиям эксплуатации дозатора газа параллельно топливно-газовому теплообменнику и клапану К13 установлен клапан К15 с дросселем. Клапан К15 открыт на низких режимах, когда температура газа за топливно-газовым теплообменником без перепуска может превышать 120ºС - предельно допустимую для газового дозатора. Для исключения замораживания масла в топливно-масляном теплообменнике при запуске К15 открывается одновременно с К13. Ввиду того, что допустимый минимальный расход насоса больше требуемого расхода двигателя на режиме холостого хода, с выхода насоса выполнен перепуск в криогенную ёмкость через клапан К14 и дроссель. На холостом ходу и низких режимах К14 открыт. При достижении генератором мощности в 2500 кВт клапаны К14 и К15 закрываются.
Давление в ресивере поддерживается изменением частоты вращения криогенного насоса. Для оптимального открытия дозатора газа настройка регулятора плавно повышается с 1,6 МПа на холостом ходу до 3 МПа на максимальной мощности. Ввиду того, что при регулировании расхода учитывается изменение давления и температуры газа перед дозатором, к регулятору давления в ресивере не предъявляется жёстких требований, как в первоначальной системе. Колебания давления в ресивере не отражаются на работе системы регулирования двигателя. Перед остановкой, во время охлаждения двигателя на режиме холостого хода, криогенный насос переводится на минимальную частоту вращения. При этом давление в ресивере снижается до 0,5 — 0,8 МПа. Такой алгоритм остановки минимизирует количество газа в ресивере при неработающем двигателе. Запас газа в ресивере, тепловая инерционность теплообменников и маслосистем делают возможными работу двигателя и охлаждение масла некоторое время при отказе криогенного насоса. В такой нештатной ситуации перевод двигателя на режим холостого хода, его охлаждение и останов не сопровождаются опасным повышением температур масла в газотурбинном двигателе и генераторе.

### Тягово-энергетическое оборудование

#### Газотурбинный двигатель
В качестве силовой установки в составе турбогенераторного силового блока ГТЭ-8,3/НК на газотурбовозе применяется двухвальный газотурбинный двигатель НК-361 со свободной силовой турбиной. Двигатель создан Самарский научно-технический комплекс имени Н. Д. Кузнецова на базе трёхвальных турбореактивных двигателей НК-25 и НК-32, применявшихся на сверхзвуковых реактивных самолётах Ту-22М и Ту-160 соответственно, однако имеет меньшие габариты и мощность.
Газотурбинный двигатель размещён на специальном каркасе позади приводимых им генераторов, расположенных на одной с ним раме. При работе он вращается по часовой стрелке относительно направления от кабины назад. Он состоит из воздушных турбокомпрессоров низкого и высокого давления, камеры сгорания и силовых турбин высокого и низкого давления, связанных расположенными на одной оси валами с турбокомпрессорами. Турбокомпрессоры расположены со стороны передней части секции, а силовые турбины — с задней. Перед двигателем расположена входная воздушная камера, из которой атмосферный воздух всасывается в двигатель через входную улитку и нагнетается вращающимися лопатками турбокомпрессоров, которые повышают его давление до рабочего. В камере сгорания воздух смешивается с природным газом, подаваемым форсунками, и образовавшаяся смесь поджигается, за счёт чего происходит её нагрев и расширение. Воспламенившийся газ под образовавшимся за счёт расширения давлением вращает лопатки силовых турбин высокого и низкого давления и затем поступают в выхлопную камеру позади двигателя, где используются для нагрева жидкого метана, после чего выбрасываются через шахту наружу через решётку в крыше локомотива. Силовые турбины через валы передают вращающий момент на лопатки турбокомпрессоров, а турбина низкого давления — и на приводной вал электрических генераторов, проходящий через камеру забора воздуха
.
Двигатель НК-361 имеет следующие основные параметры:
| Параметр                                                       | Значение               |
| Полная (максимальная) мощность, кВт                            | 8300 — 8500            |
| Частота вращения выходного вала силовой турбины, об/мин        | 3000 — 6000            |
| КПД, %                                                         | 27,3 — 31,5            |
| Потери входной и выхлопной улиток, мм. вод. ст.                | 100 / 300              |
| Суммарный расход воздуха, кг/с                                 | 46,9 — 56,5            |
| Суммарный расход топлива на максимальном / холостом ходу, кг/ч | 2202 / 535             |
| Суммарный расход масла, кг/ч                                   | 0,3                    |
| Степень сжатия турбокомпрессора                                | 11,58                  |
| Температура газа за турбиной, С (К)                            | 593 — 884 (866 — 1127) |
| Температура газа за турбиной, С (К)                            | 394 (667)              |
| Масса двигателя с рамой и улитками, кг                         | 11 880                 |

#### Электрические генераторы
Для преобразования механической энергии вращения газовой турбины в электрическую используются высокооборотные генераторы производства ООО «Электротяжмаш-Привод» (г. Лысьва), установленные перед турбиной и приводимые ей через вал без использования редуктора. На газотурбовозе ГТ1h-001 используется генераторный агрегат АТГ-7370/600-6000 У2, состоящий из двух размещённых на общей фундаментной плите генераторов: тягового ГСТ 7370-6000-2У2 для питания тяговых двигателей, и вспомогательного ГСВ 600-6000-2У2 для питания вспомогательных машин и систем возбуждения тягового генератора. На газотурбовозе ГТ1h-002 применяется генератор повышенной мощности ГСТ-7500/8150-5400-2У2, который вырабатывает электроэнергию для питания как тягового, так и вспомогательного оборудования.
Генераторы представляют собой трёхфазные электрические машины с независимым возбуждением через контактные кольца и статорными обмотками, соединёнными по схеме «звезда» с нулевым выводом. У тяговых генераторов имеется две статорные обмотки, сдвинутые друг относительно друга на 30 градусов, от каждой из которых ток подаётся по своему каналу. Обмотки статора и кольца имеют изоляцию класса F, а обмотка ротора — класса H. Вентиляция генераторов осуществляется принудительно.
Генераторы имеют следующие основные параметры:
| Параметр                                                 | Значение                             | Значение                             | Значение                                    | Значение                          | Значение                          | Значение                          |
| Параметр                                                 | ГСТ 7370-6000-2У2 (тяговый ГТ1h-001) | ГСТ 7370-6000-2У2 (тяговый ГТ1h-001) | ГСВ 600-6000-2У2 (вспомогательный ГТ1h-001) | ГСТ 7500/8150-5400-2У2 (ГТ1h-002) | ГСТ 7500/8150-5400-2У2 (ГТ1h-002) | ГСТ 7500/8150-5400-2У2 (ГТ1h-002) |
| Параметр                                                 | часовой                              | длительный                           | длительный                                  | длительный                        | длительный                        | часовой                           |
| Мощность, кВт                                            | 7370                                 | 7370                                 | 600                                         | 7500                              | 8150                              | 8150                              |
| Максимальное линейное напряжение, В                      | 1200                                 | 1200                                 | 400                                         | 623                               | 623                               | 623                               |
| Ток, А                                                   | 2×2560                               | 2×2390                               | 2×720                                       | 2×5550                            | 2×4100                            | 2×5550                            |
| при линейном напряжении, В                               | 925                                  | 990                                  | 400                                         | 416                               | 623                               | 459                               |
| Коэффициент мощности, cos φ, о.е.                        | 0,9                                  | 0,9                                  | 0,6                                         | 0,92                              | 0,92                              | 0,92                              |
| Номинальная частота вращения, об/мин (Гц)                | 6000 (100)                           | 6000 (100)                           | 6000 (100)                                  | 5400 (90)                         | 5400 (90)                         | 5400 (90)                         |
| КПД, %                                                   | 96,5                                 | 96,5                                 | 91                                          | 97,0                              | 97,0                              | 97,0                              |
| Ток возбуждения в продолжительном режиме (наибольший), А | 300                                  | 300                                  | 250                                         | 290                               | 290                               | 290                               |
| Расход охлаждающего воздуха, м³                          | 5,5                                  | 5,5                                  | 2                                           | ?                                 | ?                                 | ?                                 |
| Полный напор охлаждающего воздуха, не более, Па          | 2000                                 | 2000                                 | 2000                                        | ?                                 | ?                                 | ?                                 |
| Масса, кг                                                | 11 050                               | 11 050                               | 3170                                        | 13 120                            | 13 120                            | 13 120                            |
| Общая масса агрегата, кг                                 | 17950                                | 17950                                | 17950                                       | 13 120                            | 13 120                            | 13 120                            |

#### Вспомогательный дизель-генератор
Первоначально в бустерной секции первого газотурбовоза ГТ1 до его переоборудования в ГТ1h был установлен вспомогательный дизель-генератор SDMO V440K французского производства, предназначенный для маневровых передвижений локомотива и питания электрических цепей при выключенном газотурбинном двигателе, а также для питания стартёра при запуске газотурбинного двигателя. Он состоит из четырёхтактного шестицилиндрового однорядного дизельного двигателя Volvo Penta TAD 1344 GE шведского производства с номинальной мощностью 400 кВА (543 л.с.) и трёхфазного синхронного электрического генератора SDMO с выходной мощностью 320 кВт и номинальным линейным напряжением 400 В. Двигатель снабжён электронной системой управления, системой прямого впрыска топлива, турбокомпрессором, охладителем наддувочного воздуха воздушного типа, системой жидкостного охлаждения с термостатическим управлением и индивидуальными электронными насос-форсунками. Запуск двигателя осуществляется электрическим приводом.
Дизель-генератор имеет следующие основные параметры:

| Дизельный двигатель                      |                    |
| Параметр                                 | Значение           |
| Мощность номинальная / максимальная, кВА | 400 / 440          |
| Номинальная частота вращения, об/мин     | 1500               |
| Диаметр цилиндра, мм                     | 131                |
| Ход поршня, мм                           | 158                |
| Объём, л                                 | 12,78              |
| Степень сжатия                           | 18.1:1             |
| Расход топлива при 75% нагрузке, л/ч     | 63.3               |
| Объём топливного бака, л (кг)            | 470 (400)          |
| Объём масла в двигателе с фильтрами, л   | 36                 |
| Объём системы охлаждения с радиатором, л | 44                 |
| Уровень шума, дБ                         | 70                 |
| Заправленная масса, кг                   | 1325               |
| Габариты дизеля, мм                      | 2279 × 1105 × 1631 |
| Генератор                                |                    |
| Параметр                                 | Значение           |
| Мощность номинальная / максимальная, кВт | 320 / 352          |
| Напряжение фазное / линейное, В          | 230 / 400          |
| Частота тока, Гц                         | 50                 |
| Масса дизеля с генератором, кг           | 3238 кг            |
| Габариты дизеля с генератором, мм        | 3160 × 1340 × 1805 |

После переоборудования первого газотурбовоза в ГТ1h вместо дизель-генератора на нём была установлена тяговая аккумуляторная батарея с номинальным напряжением 480 В.

#### Стартёр газотурбинного двигателя
Для запуска газотурбинного двигателя на газотурбовозах ГТ1 применяется электрический стартёр СТЭ-18СТ производства АО «Эверест-турбосервис» (г. Казань) и ОАО «Электропривод» (г. Киров). Данный стартёр с номинальной мощностью 65 кВт изначально был разработан для используемых в газоперекачивающих агрегатах газотурбинных двигателей НК-16СТ с целью замены пневмостартёров, которые используют для запуска газовой турбины сжатый природный газ и впоследствии выбрасывают его в атмосферу, что приводит как к излишнему расходу газа, так и загрязняет окружающую среду и в ряде условий эксплуатации (например во взрывоопасных зонах) не соответствует требованиям безопасности. В конце 2006 года стартёр успешно прошёл испытания и впоследствии был применён и для двигателя НК-361, где по условиям эксплуатации в корпусе локомотива также требовался электрозапуск.
Корпус стартёра включает асинхронный электродвигатель, редуктор и сцепную кулачковую муфту. Стартёр работает в повторно-кратковременном режиме. Для электропитания и управления стартёром используется блок управления БУС-18СТ, преобразующий трёхфазный переменный ток номинального напряжения 380В и частоты 50Гц в ток регулируемого напряжения от 0 до 380В и регулируемой частоты от 0 до 400 Гц. Блок управления определяет готовность стартёра к работе и проводит его диагностику во время работы, задаёт режимы работы стартёра с возможностью настройки параметров, регулирует его момент вращения и подаёт сигнал отключения.
Основные параметры стартёра приведены в таблице:
| Параметр                                          | Параметр                       | Значение          |
| Номинальное напряжение, В                         | входное                        | 380               |
| Номинальное напряжение, В                         | выходное                       | 380               |
| Номинальное напряжение, В                         | управляющих сигналов           | 27                |
| Частота тока, Гц                                  | входная                        | 0—380             |
| Частота тока, Гц                                  | выходная                       | 0—400             |
| Номинальная мощность, кВт                         | Номинальная мощность, кВт      | 60—65             |
| Момент, развиваемый электростартёром, Н*м (кгс*м) | номинальный                    | 245 (25)          |
| Момент, развиваемый электростартёром, Н*м (кгс*м) | максимальный                   | 539 (55)          |
| Ток при номинальном моменте, А                    | Ток при номинальном моменте, А | 120               |
| Частота вращения выходного вала, об/мин           | на режиме холодной прокрутки   | 1380              |
| Частота вращения выходного вала, об/мин           | на режиме горячего запуска     | 2600              |
| Габаритные размеры, мм                            | стартёра                       | 230 х 440         |
| Габаритные размеры, мм                            | блока управления               | 1500 х 1000 х 400 |
| Масса, кг                                         | стартёра                       | 57                |
| Масса, кг                                         | блока управления               | 250               |

#### Тяговые выпрямители
Для преобразования трёхфазного переменного тока от тягового генератора в постоянный ток для питания тяговых двигателей на газотурбовозах ГТ1h используются специальные тяговые выпрямители, разработанные по индивидуальным проектам для каждого из газотурбовозов. Тяговые электродвигатели питаются от выпрямителей по параллельной схеме током регулируемого по величине напряжения, задаваемого микропроцессорной системой управления локомотива. Выпрямители расположены в шкафах и представляют собой трёхфазные диодные мосты.
На газотурбовозе ГТ1h-001 на базе ВЛ15 используются два тяговых выпрямителя производства корпорации РИФ, каждый из которых получает питание от одного из двух каналов тягового генератора и преобразует ток для шести электродвигателей одной из секций напряжением до 1200 В по индивидуальным каналам, тем самым обеспечивая поосное регулирование силы тяги. Выпрямитель расположен в шкафу, состоящем из трёх отсеков. Также на газотурбовозе ГТ1 до замены вспомогательного дизель-генератора тяговой аккумуляторной батареей использовался вспомогательный выпрямитель В-ТПП-500-460М-У2 для питания одного из тяговых двигателей напряжением до 460 В при маневровых передвижениях локомотива. Выпрямители данной модели применяются также на маневровых тепловозах и путевых машинах и по конструктивному исполнению представляют собой контейнер со встроенными вентиляторами.
На газотурбовозе ГТ1h-002 установлен двухканальный выпрямитель В-ТППД-14,5к-900-У2, преобразующий ток для двигателей обеих секций локомотива по одному каналу генератора на секцию и питающих их напряжением до 900 В. Кроме того, наряду с питанием тяговых двигателей выпрямитель используется для предварительного преобразования тока, поступающего на статический преобразователь собственных нужд локомотива. Данный выпрямитель выполнен в виде шкафа и имеет принудительную внешнюю вентиляцию.
Основные параметры тяговых выпрямителей газотурбовоза:
| Параметр                                              | Параметр                               | Значение              | Значение                                 | Значение                                  |
| Параметр                                              | Параметр                               | Тяговый на ГТ1(h)-001 | Маневровый на ГТ1-001 (В-ТПП-500-460-У2) | Тяговый на ГТ1h-002 (В-ТППД-14,5к-900-У2) |
| Линейное напряжение питающей сети, В (действительное) | номинальное значение                   | 1200                  | 380                                      | 623                                       |
| Линейное напряжение питающей сети, В (действительное) | диапазон изменения                     | 925 — 1320            | 323 — 418                                | 416 — 700                                 |
| Частота питающей сети, Гц                             | номинальное значение                   | 100                   | 50                                       | 90                                        |
| Частота питающей сети, Гц                             | диапазон изменения                     | 30—100                | 45—55                                    | 30—100                                    |
| Выходное напряжение, В                                | Выходное напряжение, В                 | 50—1200               | до 460                                   | до 900                                    |
| Количество выходных каналов                           | Количество выходных каналов            | 6                     | 1                                        | 2                                         |
| Выпрямленный ток одного канала, А                     | номинальное значение                   | 600                   | 500                                      | 7250                                      |
| Выпрямленный ток одного канала, А                     | максимальное при 2-минутной перегрузке | 1000                  | 700                                      | 11000                                     |
| Коэффициент полезного действия, %                     | Коэффициент полезного действия, %      | ?                     | 98                                       | 99,1                                      |
| Габаритные размеры, мм                                | Габаритные размеры, мм                 | 1350 × 780 × 1350     | 815 × 370 × 532                          | 1300 × 850 × 1370                         |
| Масса, кг                                             | Масса, кг                              | 835                   | 110                                      | 1000                                      |

#### Тяговые электродвигатели
На тележках газотурбовоза ГТ1h-001 установлены коллекторные тяговые электродвигатели постоянного тока ТЛ-3Б с последовательным возбуждением по два на тележку, аналогичные применяемым на исходном электровозе ВЛ15. Они являются более мощной разновидностью электродвигателей ТЛ-2К, применяемых на электровозах ВЛ10 и ВЛ11 и по своим размерам взаимозаменяемы с ними. Номинальная мощность на валах этих двигателей у исходного электровоза ВЛ15 при напряжении на коллекторе 1500 В составляла 700 кВт в длительном и 750 кВт в часовом режиме. Однако на газотурбовозе ГТ1 из-за меньшей мощности энергетической установки с учётом потерь энергии данные двигатели развивают в длительном режиме мощность только в 560 кВт при входном напряжении до 1200 В, что составляет 80% от номинального значения по мощности и напряжению на электровозе. Электродвигатели ТЛ-3Б имеют шесть главных и шесть добавочных полюсов и компенсационную обмотку. Обмотки двигателя имеют изоляцию класса F и рассчитаны на напряжение до 3000 В. Вентиляция электродвигателей осуществляется принудительно.
На тележках газотурбовоза ГТ1h-002 установлены коллекторные тяговые электродвигатели постоянного тока ЭД-133А с последовательным возбуждением в климатическом исполнении УХЛ1 по четыре на тележку. Эти двигатели производства Харьковского завода ГП «Электротяжмаш» и их конструктивные аналоги ЭДУ-133П производства «Электротяжмаш-Привод» (г. Лысьва) и ПТФК «Завод транспортного электрооборудования» (г. Набережные Челны), с которыми они являются взаимозаменяемыми, применяются на магистральных тепловозах семейства 2ТЭ116У и 2ТЭ25К и маневровых ТЭМ7, ТЭМ9 и ТЭМ18, где как правило из-за ограничений по мощности дизеля развивают мощность ниже номинальной, за исключением модификаций 2ТЭ116УД и 3ТЭ25К2М с дизелем мощностью 3100 кВт. Электродвигатели ЭД-133/ЭДУ-133 имеют четыре главных и четыре добавочных полюса. В исполнении ЭД-133А, применённом на газотурбовозе, они снабжены моторно-осевыми подшипниками скольжения с польстерной системой смазки. Вентиляция электродвигателей осуществляется принудительно.
Тяговые электродвигатели ТЛ-3Б и ЭД-133А (и их аналоги ЭДУ-133П) имеют следующие основные параметры:
| Параметр                               | Параметр                               | Значение | Значение | Значение            |
| Параметр                               | Параметр                               | ВЛ15     | ГТ1h-001 | ГТ1h-002            |
| Тип тяговых электродвигателей          | Тип тяговых электродвигателей          | ТЛ-3Б    | ТЛ-3Б    | ЭД-133А УХЛ1        |
| Количество тяговых электродвигателей   | Количество тяговых электродвигателей   | 12       | 12       | 16                  |
| Мощность на валах, кВт                 | в длительном режиме                    | 700      | 560      | 415,6               |
| Мощность на валах, кВт                 | в часовом режиме                       | 750      | ?        | 460                 |
| Напряжение, В                          | в длительном режиме                    | 1500     | 1200     | 508                 |
| Напряжение, В                          | при максимальной частоте вращения      | 1500     | 1200     | 780                 |
| Ток якоря, А                           | в длительном режиме                    | 500      | 500      | 890                 |
| Ток якоря, А                           | при максимальной частоте вращения      | ?        | ?        | 577                 |
| Частота вращения, об/мин               | в часовом режиме                       | 790      | ?        | 710                 |
| Частота вращения, об/мин               | в длительном режиме                    | 810      | 617      | 645                 |
| Частота вращения, об/мин               | максимальная                           | 1690     | 1690     | 2320                |
| Коэффициент полезного действия, %      | в длительном режиме                    | 93,3     | ?        | 92                  |
| Коэффициент полезного действия, %      | в часовом режиме                       | 93       | ?        | 91,4                |
| Габариты (длина × ширина × высота), мм | Габариты (длина × ширина × высота), мм | ?        | ?        | 1268 х 1403,6 х 800 |
| Масса, кг                              | Масса, кг                              | 5000     | 5000     | 3100                |

## Эксплуатация

### Эксплуатация первого газотурбовоза
В мае 2007 года опытный газотурбовоз ГТ1-001 был отправлен в Коломну на территорию ВНИКТИ для первичной наладки, а затем на Смышляевский завод по ремонту подвижного состава в Самарской области для проведения стендовых испытаний под контролем специалистов производителя газотурбинного двигателя. При тестировании обнаружилась некорректная работа системы регулирования топливоподачи, газоподогрева и режимов работы газовой турбины и генератора, которая на тот момент была очень «сырой», ввиду чего газотурбовоз был признан непригодным к вождению поездов. В июле он был отправлен в Москву в локомотивное депо Лихоборы, и в конце июля начале августа демонстрировался на Рижском вокзале, после чего вернулся во ВНИКТИ на доработку. Специалисты ВНИКТИ создали новый аппаратный комплекс и переписали алгоритмы системы управления, и новые реостатные испытания подтвердили её пригодность к эксплуатации.
Летом 2008 года газотурбовоз был перевезён на Куйбышевскую железную дорогу, где 4 июля 2008 года впервые провёл грузовой состав массой в 3 тысячи тонн на участке Кинель — Жигулёвское море. В конце июля он вернулся в Москву, где вновь демонстрировался на Рижском вокзале на выставке «Идея РЖД — 2008». В августе он был направлен в опытную эксплуатацию на Свердловскую железную дорогу в депо Свердловск-Сортировочный, где по октябрь того же года водил грузовые поезда весом до 6 тысяч тонн по маршруту Екатеринбург – Верхний Уфалей.
В ноябре 2008 года газотурбовоз был перевезён на Московскую железную дорогу в депо Бекасово-Сортировочное. В декабре он совершил опытные поездки с грузовыми поездами по маршруту Бекасово — Вековка и обратно, проведя составы весом до 8300 тонн, а 20 декабря провёл состав весом 10 тысяч тонн из 116 вагонов на участке Рыбное — Перово. В конце года газотурбовоз демонстрировался на Московском вокзале в Санкт-Петербурге, а в начале 2009 года был направлен для испытаний на Щербинское кольцо ВНИИЖТ, по которому 23 января впервые провёл грузовой состав весом 15 тысяч тонн (159 вагонов), что стало мировым рекордом как для газотурбовозов, так и для автономных локомотивов с одной энергетической установкой
 После в начале 2009 года он совершил ещё ряд поездок по маршруту Бекасово — Вековка, а в июле того же года на участке Рыбное — Перово провёл поезд массой в 10 тысяч тонн. По результатам опытных поездок была выявлена необходимость доработки топливной системы с целью снижения времени подготовки газотурбовоза к работе, повышения надёжности работы насосов и обеспечения полной выработки запасов топлива, поскольку после снижения запасов топлива до 3,5 — 4 тонн начинались проблемы с подачей топлива в нужном объёме. В течение второй половины 2009 и в 2010 году газотурбовоз проходил модернизацию топливной системы во ВНИКТИ.
С декабря 2010 года по февраль 2011 года возобновилась опытная эксплуатация газотурбовоза с грузовыми поездами массой до 12 тысяч тонн на маршруте Бекасово — Вековка, в ходе которой локомотив прошёл 5 тысяч километров. В сентябре 2011 года газотурбовоз принял участие в параде поездов на кольце ВНИИЖТ в рамках международной железнодорожной выставки Экспо 1520, на которой 7 сентября 2011 года впервые провёл по грузовой состав весом 16 тысяч тонн (170 вагонов), установив новый мировой рекорд среди автономных локомотивов с одной энергетической установкой. Впоследствии газотурбовоз принимал участие в аналогичном параде поездов на том же кольце в сентябре 2013 года, но уже без грузового состава. В дальнейшем до конца 2012 года газотурбовоз находился во ВНИКТИ и проходил обкатку в депо Бекасово-Сортировочное.
В декабре 2012 года модернизированный газотурбовоз ГТ1h-001 прибыл в Екатеринбург для постоянной эксплуатации на Свердловскую железную дорогу, имеющей достаточно протяжённые неэлектрифицированные участки со значительными уклонами. Локомотив поступил в эксплуатационное локомотивное депо Егоршино, а его техническое обслуживание было организовано в ремонтном локомотивном депо Артёмовский. Специально для заправки газотурбовозов и газотепловозов возле Новосвердловской ТЭЦ под Екатеринбургом была построена газораспределительная станция с криогенным оборудованием для сжижения природного газа и заправочным пунктом, расположенная рядом с железнодорожной станцией Энергетическая. Кроме того, при необходимости заправка газотурбовозов, как и ранее, могла осуществляться из привозных автоцистерн на территории депо и станций.
С начала 2013 года началась эксплуатация газотурбовоза под контролем специалистов ВНИКТИ, сопровождавших все рейсы локомотива. В январе он совершил пробные поездки резервом и провёл грузовые составы небольшого веса в 2,3 и 4,5 тысяч тонн на электрифицированном участке Егоршино — Алапаевск (60 км), а в феврале впервые провёл состав весом 6,1 тысяч тонн на участке Аппаратная — Березит — Егоршино — Алапаевск — Серов-Сортировочный (407 км). В мае того же года локомотив на том же участке провёл состав повышенной массы в 9 тысяч тонн. В ходе подконтрольной эксплуатации в 2013 году ГТ1h-001 провёл на данном участке 28 тяжеловесных поездов массой до 9 тысяч тонн. В дальнейшем локомотив продолжил на регулярной основе водить поезда на более коротком участке Серов — Егоршино протяжённостью 302 км, а далее производилась смена газотурбовоза на электровоз. 
За время эксплуатации локомотива наибольшие нарекания вызвал швейцарский криогенный топливный насос, который работал на пределе возможностей по объёму подачи топлива и не отрабатывал положенный срок службы. В мае 2017 года газотурбовоз на время был перевезён в Коломну во ВНИКТИ для замены швейцарского насоса на усовершенствованный и более производительный российский и проведения реостатных испытаний. К началу 2018 года локомотив уже с новым насосом вернулся в эксплуатацию. 

### Эксплуатация второго газотурбовоза
Второй газотурбовоз постройки Людиновского завода впервые был продемонстрирован в сентябре 2013 года на выставке Экспо 1520 в Щербинке на территории депо кольца ВНИИЖТ, по которому в рамках парада поездов ездил первый газотурбовоз. После наладки во ВНИКТИ и первичных испытаний локомотив был отправлен на Свердловскую железную дорогу в мае 2014 года вместе с маневровым газотепловозом ТЭМ19 и в июне прибыл в депо Егоршино, в котором эксплуатировался первый локомотив, и почти до конца года проходил обкатку резервом.
В декабре 2014 года локомотив был перевезён на Московскую железную дорогу для прохождения испытательных поездок, и 13 декабря под контролем специалистов и руководящего состава РЖД провёл грузовой состав массой в 9 тысяч тонн по маршруту Рыбное — Орехово-Зуево. Затем локомотив был передан во ВНИКТИ в Коломне и летом 2015 года проходил испытания на линии Голутвин — Озёры, а в сентябре 2015 года участвовал в параде поездов на кольце ВНИИЖТа в Щербинке во время очередной выставки Экспо 1520.
В октябре 2015 года газотурбовоз вернулся на Свердловскую дорогу в депо Егоршино для начала вождения грузовых поездов. 12 ноября он провёл пробный тяжеловесный состав массой в 9 тысяч тонн на коротком электрифицированном участке Егоршино — Алапаевск, а вскоре начал водить поезда сходной массы на маршруте Егоршино — Серов-Сортировочный вместе с первым газотурбовозом. В ходе опытной эксплуатации локомотив получил положительную оценку машинистов, в том числе благодаря возможности трогания с места в горку с тяжеловесным поездом.
В марте 2016 года газотурбовоз был временно переведён из Свердловской в Тюменскую область для предварительных испытаний на более длинном участке Сургут — Войновка протяжённостью 699 км, а спустя некоторое время 23 мая совершил разовую поездку с грузовым поездом из 100 вагонов массой в 8,5 тысяч тонн для проверки возможности вождения на данном участке тяжеловесных поездов без дозаправки. Летом 2016 года газотурбовоз снова был перевезён во ВНИКТИ для прохождения сертификационных испытаний. В начале 2017 года он получил сертификат соответствия требованиям технического регламента Таможенного союза и с февраля продолжил эксплуатацию на участке Егоршино — Серов протяжённостью 302 км уже на постоянной основе.
В период августа-сентября 2017 года газотурбовоз ГТ1h-002 временно отстранялся от эксплуатации для участия в выставке Экспо 1520 в Щербинке в качестве статического экспоната. Кроме того, в ноябре 2017 года он совершил две экспериментальные поездки с поездами на маршруте Войновка — Сургут протяжённостью 699 км, а в конце июля 2018 года начались поездки на продолжении данной линии по маршруту Сургут — Коротчаево протяжённостью 636 км, в ходе которых газотурбовоз провёл без дозаправки поезд массой в 7 тысяч тонн на полном маршруте, а затем в 9 тысяч тонн на более коротком участке Лимбей — Сургут (532 км). В 2019 году оба газотурбовоза совершили экспериментальную поездку с грузовым поездом по маршруту Егоршино — Губаха.
Эксплуатация газотурбовоза ГТ1h-002 в целом показала достаточно высокую надёжность данного локомотива и рентабельность его применения при регулярном вождении тяжеловесных поездов, хотя в работе отдельных комплектующих локомотива периодически происходили отказы. Наибольшее число дефектов и отказов в работе было выявлено у системы топливоподачи и криогенного топливного насоса (31,2%), отдельных узлов механического оборудования (23%), тяговых электродвигателей (18,1%) и автотормозного оборудования (8,4%), при этом работа газотурбинного двигателя не вызвала нареканий. Топливный насос швейцарского производства, как и у первого локомотива, работал на пределе и не выдерживал установленные сроки службы, а у тяговых электродвигателей ЭД133 украинского производства происходило межвитковое замыкание в обмотках. Кроме того, периодически происходили сбои в работе приборов безопасности, радиостанций, освещения и системы управления локомотивом. По состоянию на весну 2020 года оба газотурбовоза находились на сервисном обслуживании — первый проходил текущий ремонт, а второму требовалась замена криогенного насоса.
Сложности в эксплуатации также возникли при заправке газотурбовозов сжиженным газом. Единственный завод по сжижению газа с пунктом заправки локомотивов у Новосвердловской ТЭЦ под Екатеринбургом находился в стороне от станции Аппаратная на путях необщего пользования, проезд по которым для РЖД был платным. Спустя некоторое время она и вовсе стала удалена от эксплуатационного участка, поскольку все тяжеловесные грузовые поезда южнее Егоршино стали следовать на Каменск-Уральский под электровозной тягой, а линия Егоршино — Аппаратная протяжённостью 106 км более не обслуживалась газотурбовозами. Это привело к тому, что для заправки локомотивов стала требоваться их транспортировка, затратная по времени и средствам. Кроме того, из-за снижения потребления СПГ основными потребителями в летний период поставщик сокращал объёмы его производства, и для заправки газотурбовозов его не хватало. По этим причинам в депо Егоршино пришлось организовать заправку локомотивов на месте из перевозных автоцистерн, доставляемых из Перми, для чего также потребовалась закупка заправочного оборудования и обучение работников депо. 
Другой сложностью стала невозможность долговременного хранения СПГ на борту локомотивов, обусловленная постепенным повышением его температуры и газификацией, и как следствие, повышением давления. Перед постановкой на длительное техобслуживание газотурбовозам требуется полностью выкачивать топливо в другую криогенную ёмкость — иначе происходит рост давления газа выше нормы и его избыток приходится стравливать в атмосферу, что представляет опасность для окружающей среды и ведёт к экономическим потерям. В качестве решения данной проблемы в депо Егоршино начала проводиться перезаправка СПГ между газотурбовозами и маневровым газотепловозом ТЭМ19.
В перспективе планируется организовать эксплуатацию аналогичных газотурбовозов на линии Войновка — Сургут — Коротчаево, а в дальнейшем и на маршрутах строящегося Северного широтного хода Обская — Коротчаево. Для этого требуется строительство на основных станциях данного маршрута заводов по сжижению природного газа и станций заправки им газомоторных локомотивов. По состоянию на конец 2010-х годов руководство РЖД не смогло достигнуть договорённости с Газпромом о строительстве данных объектов, что повлекло застой в дальнейшем развитии проекта газотурбовозов.